# 海峽兩岸關係
- 關於狭义的台湾海峽兩岸關係，請見「闽台关系」。
- 關於中国中央电视台的电视节目，請見「海峡两岸 (电视节目)」。
- 關於其他用法，請見「兩中關係 (消歧義)」。

海峡两岸关系，或稱台湾海峡两岸关系、兩岸關係、臺海關係，部分人士稱陸臺關係或中台关系，是指位於臺灣海峽東西兩側的臺灣以及中国大陆之間的關係；在現狀下，主要指稱統治臺澎金馬的中華民國、以及統治中國大陸的中華人民共和國之间的关系。自第二次世界大戰结束以来，兩岸關係歷經第二次國共內戰、東西方冷戰及其帶來的代理人戰爭、中國代表權的競逐、臺灣經濟奇蹟、中國大陸改革开放、蘇聯解體及冷戰結束、臺灣民主化及本土化運動等内外局勢的變化，其中以1949年因第二次國共內戰帶來的兩岸分治最為深遠。

## 名词概念
- 紫色： 中华人民共和国实际管辖区域（中國大陸，含港澳地區）。
- 橙色： 中華民國实际管辖区域（臺灣地區）。

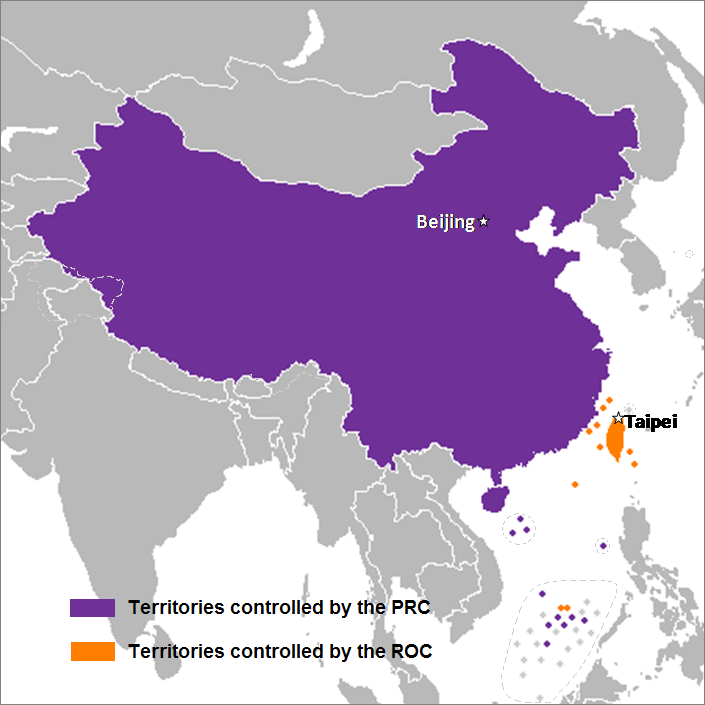
- 紫色：PRC实际管辖区域（中國大陸，含港澳地區）。
- 橙色：ROC实际管辖区域（臺灣地區）。
（岛屿标记为易于识别并非实际大小）

雖然福建和臺灣也相隔臺灣海峽，但兩地的關係一般称为闽台关系。第二次国共内战前的两岸关系往往也归于闽台关系范畴。
1997年與1999年，香港與澳門分別移交中華人民共和國實際控制後，中華民國與港澳兩地的關係，亦可納入廣義的兩岸關係，但狹義上排除在外，會另分別以“台港關係”和“台澳關係”稱之。
部分常見的两岸关系相关术语如下所示：
| 两岸关系相关术语的定义或解释 | 两岸关系相关术语的定义或解释 |
| ---------------------------- | --- |
| 九二共識                     | 1992年，海峽兩岸政府授權的非官方組織海基會、海協會，在香港會談之後經由口頭協商而逐漸形成的不成文默契及模糊空間。大陸方面认为九二共識指的是「一個中國（不涉及“中国”之政治涵义 ），反对台独」；台灣泛蓝阵营认为九二共識指「一個中國，各自表述」；台湾泛绿阵营则认为九二会谈并未达成“共识”。                                |
| 维持現狀                     | 維持兩岸和平穩定的現狀。 |
| 两个中国                     | 中华民国和中华人民共和国，政治現實上為兩個主權獨立的國家，分別擁有中國主權。 |
| 一中各表                     | 「一個中國，各自表述」的简称，是台湾泛蓝阵营方面對九二共識的認知，即一個中國 (中華民國)和一個中國 (中華人民共和國)各自阐述。 |
| 一中同表                     | 中华民国與中华人民共和国，皆是地理意义上“中國”領土的一部份，在各自領域擁有完整的管轄權，互不隸屬，擱置主權爭議。 |
| 一边一国                     | 台湾（中华民国是台湾）、中国（中华人民共和国），一边一国，也称一中一台。 |
| 一國兩制                     | 「一個國家，兩種制度」，由中共第二代領導人鄧小平針對統一臺灣提出，容許臺灣保留資本主義經濟、社會秩序、獨立的政治制度、司法體制和軍隊，而中華人民共和國政府治下的中國大陸則繼續實行中國特色社會主義經濟以及民主集中制，但是在外交上只容許中华人民共和国為中國唯一合法政府。此一構想後來實施於香港和澳門，但內容略有不同。 |
| 一國良制                     | 由中華民國總統蔣經國於1987年提出的中國統一方案，主張三民主義比中國馬列毛主義更為優良，應該以三民主義統一中國。用以回應中共中央顧問委員會主任鄧小平在1983年与杨力宇会面时所提出的邓六条与「一國兩制」政策 |
| 一國兩府                     | 「一個國家，兩個政府」，兩岸皆屬同一個中國，但包含中华民国政府和中华人民共和国政府兩個政治實體，即「兩國論」。 |
| 一国两区                     | 「一国」指的是中華民國，「兩區」指的是大陸地區和臺灣地區，2012年由中國國民黨馬英九基於《中華民國憲法增修條文》架構下提出，對於臺灣海峽兩岸關係的一個定位。 |
| 台海現狀                     | 台湾海峡两岸关系的现状。 |
| 台灣問題                     | 臺灣主權及統獨問題。 |
| 台湾独立                     | 在台灣宣布獨立，建立以“台灣”为主體的國家。 |
| 两岸三地                     | 臺灣海峽兩岸的中國大陸、港澳以及台灣三地。 |
| 两岸四地                     | 臺灣海峽兩岸的中國大陸、香港、澳門以及台灣四地。 |

## 背景與發展
1949年，中國共產黨透過第二次國共內戰擊敗中國國民黨領導的中華民國政府後，取得並實際統治中國大部分傳承疆域，成立中華人民共和國；中華民國政府則從中國大陸退守至臺灣，雙方相隔臺灣海峽對峙，並均聲稱自身為中國唯一合法政府。1950-1970年代末，在台灣的中華民國政府依托来自美国在军事、科技、基建乃至农业等方面的广泛支援，对中华人民共和国拥有全方位压倒性优势。中華民國國軍采取关闭政策在渤海至廣東封锁中国大陆全部海岸线阻断贸易，在黑猫中队和黑蝙蝠中隊常态化军事侦察的大量情报基础上，中华民国政府曾制定多項計畫准备反攻大陆，但最終沒有付諸實行。在1971年中華人民共和國取代中華民國在联合国获得中国代表权以及安理会常任理事国席位之後，中華民國的國際空間受到急遽壓縮，導致中華民國政府逐漸放鬆對持有中國代表權的堅持，而將目光轉向臺灣境內的各項建設。中国大陆方面在改革开放后，中国人民解放军于1979年停止單打雙不打，并提出和平统一一国两制政策，随后开始百万大裁军，兩岸的武裝衝突暫歇。1987年台灣解嚴後，開放兩岸探親，两岸关系进一步緩和，民間交流逐漸恢復。
1990年代起，伴隨著民主化而起的台灣本土化運動蓬勃發展，其衍伸出的統獨問題，使得两岸关系成为两岸政府和民间重大的敏感议题；與此同時，兩岸政府形成各自的「一個中國」原則，做為其兩岸政策的方針。1991年，中華民國總統李登輝废止动员戡乱时期临时条款，同時修訂中華民國憲法增修條文，單方面終止兩岸的政治對峙狀態。1992年，代表两岸政府的海协会与海基会在香港会谈，达成了九二共识，形成兩岸政府以半官方機構進行事務性交流的制度，并为随后两次汪辜会谈铺平道路。1995年李登辉访美演说内容使得中国大陆方面不满，在1996年中華民國首次總統直選前爆发台湾海峡导弹危机。1999年李登辉提出两国论後，兩岸官方的「兩會」交流機制中斷，雙方的政治關係陷入低潮；与此同时，由于中国大陆的经济开放政策吸引了大量台商投资，两岸进入“政冷经热”状态。隔年舉行的中華民國第2次總統直選由民主進步黨籍的陳水扁勝出，而民主進步黨的偏獨立場，使得兩岸政治格局持續緊張對立。
进入21世纪后，海峽兩岸的经贸活動已相當緊密，並擁有一定程度的物資及人員流通自由；惟臺灣方面隨著臺灣主體意識的興起，逐漸將「一個中國」原則排除在兩岸政策的核心之外。2008年中國國民黨籍的馬英九就任中華民國總統後，透過認同九二共識，兩岸恢復透過「兩會」進行的官方交流管道。2015年11月7日，两岸领导人在新加坡會面，是為兩岸關係的重大進展。2016年民主進步黨籍的蔡英文就任中華民國總統後，表示不接受九二共識，中國大陸方面即宣布兩岸官方交流中斷。2016年末以来，中国人民解放军軍機開始環繞台灣本島飛行，臺灣方面稱此舉是針對其施壓與騷擾。2017年，中國大陸方面視中华民国外交部部长李大维對於推动台湾参与联合国的言論，以及蔡英文政府應對中國大陸的挑釁而进一步提高国防预算。2019年，解放軍軍機首度刻意越過臺灣海峽中線。2021年11月，中共中央台辦将行政院院長蘇貞昌、駐美代表蕭美琴等台灣政要列入“台独”顽固分子清单施行制裁，使兩岸關係降到1980年代雙方恢復交流以來的新低點。2023年11月29日，蔡英文表示受难以克服的国内经济和政治挑战，中华人民共和国入侵台湾的可能性较低，对于主要盟邦美国的对台防务政策，则表示“台湾人民坚定致力于自我防卫，并清楚了解有责任捍卫自己的家园”。
當前，海峽兩岸的關係不僅關乎雙方利益，还牽涉到亞太區域的情勢，乃至世界強權的戰略布局以及全球安全，成為全球瞩目的焦點之一。同時，臺灣主體意識亦與中國大陸主流的中國統一意識形成碰撞，使得海峽兩岸關係愈加複雜。

## 历史
中国历史上关于台湾的记载，有觀點認為最早可以追溯到《三国志》中提到的夷洲或《隋书》中提到的流求，但不确定该地就是现在的台湾。宋元时期，两岸贸易已很常见。明朝陳第写的《東番記》描绘了当地的风土人情。自17世纪20年代起，两岸关系受荷兰人、西班牙人、中國人（包括满族）、日本人的影响，或统一，或分离，直到1945年第二次世界大戰结束后中华民国政府接管台湾。第二次国共内战结束以来，兩岸關係随着国内、国际局勢的變化而曲折发展。中國文化大學中山與中國大陸研究所邵宗海教授将1949年后的两岸关系史划分为軍事對峙、法統爭執、交流緩和、意識對立和互惠协商五个時期。
1949年末，中華人民共和國政府實際统治在第二次国共内战中獲得的大陆地区，而中華民國政府在1955年大陳島撤退後，仅餘實際统治台澎金馬。1971年中華人民共和國取代中華民國成为聯合國會員國及安理会常任理事国代表之後，中華民國的外交空間急遽受到限縮。
1979年1月1日，中华人民共和国与美国建交的同时，宣布停止炮擊金門，發表告台灣同胞書，宣告以和平統一方式解決台灣問題。1987年，中華民國政府解除戒嚴，開放兩岸探親後，两岸关系一度緩和。但随着台湾独立运动兴起，两岸关系又趋紧张。1991年，民主進步黨把臺灣獨立的主張納入黨綱。1996年，解放军进行演习并向台灣外海發射飛彈。1999年，時任總統李登輝發表特殊國與國關係。进入21世纪后，海峽兩岸经济关系已相當緊密，但政治關係仍停滯不前。2000年，中華民國出現第一次政黨輪替。2002年，陳水扁發表一邊一國論，導致兩岸交流減少。2008年，國民黨重新執政，兩岸在政治上恢復接觸。2015年11月，海峽兩岸最高領導人馬英九、習近平在新加坡會面，被视为兩岸关系史上的重大突破。但自2016年蔡英文执政以来，蔡不承認九二共識，而中華人民共和國政府仍堅持兩岸同屬一個中國，因此两岸交流再次減少。
2023年12月30日，以「務實的台獨工作者」自居的民進黨候選人賴清德於總統選舉電視辯論會表示台獨的定義是「兩岸互不隸屬」，指稱中華民國主權在2300萬臺灣民眾，臺灣並不屬於中華人民共和國，兩個政權互不隸屬，隨後引起了中共中央台灣工作辦公室的抗議。賴清德當選中華民國第十六任總統後，中共中央台灣工作辦公室和中华人民共和国外交部重申反對台灣獨立及中國必定統一。
2025年3月13日，賴清德總統公開指稱「中國是臺灣的境外敵對勢力」，認為中國正在滲透臺灣，挑撥臺灣社會內部的安定，並透過媒體戰、心理戰、法律戰等方式混淆臺灣人民對於國家的認同。中華人民共和國外交部發言人毛寧隨即稱「臺灣沒有總統，臺灣問題也不是外交問題」。對此，臺灣外交部則駁斥中方誤導國際社會視聽，無視客觀歷史事實——即臺灣地區從未受中國共產黨統治。

### 歷任最高领导人
| 中華民國      | 中華民國     | 中華民國     | 中華民國     | 中華民國      | 中華民國      | 中華民國      | 中华人民共和国               | 中华人民共和国               | 中华人民共和国               | 中华人民共和国               | 中华人民共和国               | 中华人民共和国               | 中华人民共和国               |
| 任數          | 姓名         | 肖像         | 就任時黨籍   | 就任時黨籍    | 就任日期      | 卸任日期      | 代次                         | 姓名                         | 肖像                         | 就任時黨籍                   | 就任時黨籍                   | 就任日期                     | 卸任日期                     |
| ------------- | ------------ | ------------ | ------------ | ------------- | ------------- | ------------- | ---------------------------- | ---------------------------- | ---------------------------- | ---------------------------- | ---------------------------- | ---------------------------- | ---------------------------- |
| 中華民國總統  | 中華民國總統 | 中華民國總統 | 中華民國總統 | 中華民國總統  | 中華民國總統  | 中華民國總統  | 中国共产党中央委员会主席     | 中国共产党中央委员会主席     | 中国共产党中央委员会主席     | 中国共产党中央委员会主席     | 中国共产党中央委员会主席     | 中国共产党中央委员会主席     | 中国共产党中央委员会主席     |
| 1             | 蔣中正       | 蔣中正       | 中國國民黨   |               | 1948年5月20日 | 1949年1月21日 | 第一代                       | 毛泽东                       | 毛泽东                       | 中国共产党                   |                              | 1949年10月1日                | 1976年9月9日                 |
| 1（代理）     | 李宗仁       | 李宗仁       | 中國國民黨   |               | 1949年1月21日 | 1950年3月1日  | 第一代                       | 毛泽东                       | 毛泽东                       | 中国共产党                   |                              | 1949年10月1日                | 1976年9月9日                 |
| 1（復行視事） | 蔣中正       | 蔣中正       | 中國國民黨   |               | 1950年3月1日  | 1954年5月20日 | 第一代                       | 毛泽东                       | 毛泽东                       | 中国共产党                   |                              | 1949年10月1日                | 1976年9月9日                 |
| 2             | 蔣中正       | 蔣中正       | 中國國民黨   | 1954年5月20日 | 1960年5月20日 |               | 第一代                       | 毛泽东                       | 毛泽东                       | 中国共产党                   |                              | 1949年10月1日                | 1976年9月9日                 |
| 3             | 蔣中正       | 蔣中正       | 中國國民黨   | 1960年5月20日 | 1966年5月20日 |               | 第一代                       | 毛泽东                       | 毛泽东                       | 中国共产党                   |                              | 1949年10月1日                | 1976年9月9日                 |
| 4             | 蔣中正       | 蔣中正       | 中國國民黨   | 1966年5月20日 | 1972年5月20日 |               | 第一代                       | 毛泽东                       | 毛泽东                       | 中国共产党                   |                              | 1949年10月1日                | 1976年9月9日                 |
| 5             | 蔣中正       | 蔣中正       | 中國國民黨   | 1972年5月20日 | 1975年4月5日  |               | 第一代                       | 毛泽东                       | 毛泽东                       | 中国共产党                   |                              | 1949年10月1日                | 1976年9月9日                 |
| 5（繼任）     | 嚴家淦       | 嚴家淦       | 中國國民黨   |               | 1975年4月6日  | 1978年5月20日 | 過渡期                       | 華國鋒                       | 華國鋒                       | 中国共产党                   | 1976年10月7日                | 1978年12月22日               |                              |
| 中華民國總統  | 中華民國總統 | 中華民國總統 | 中華民國總統 | 中華民國總統  | 中華民國總統  | 中華民國總統  | 中国共产党中央军事委员会主席 | 中国共产党中央军事委员会主席 | 中国共产党中央军事委员会主席 | 中国共产党中央军事委员会主席 | 中国共产党中央军事委员会主席 | 中国共产党中央军事委员会主席 | 中国共产党中央军事委员会主席 |
| 6             | 蔣經國       | 蔣經國       | 中國國民黨   |               | 1978年5月20日 | 1984年5月20日 | 第二代                       | 鄧小平                       | 鄧小平                       | 中国共产党                   |                              | 1978年12月22日               | 1989年11月9日                |
| 7             | 蔣經國       | 蔣經國       | 中國國民黨   | 1984年5月20日 | 1988年1月13日 |               | 第二代                       | 鄧小平                       | 鄧小平                       | 中国共产党                   |                              | 1978年12月22日               | 1989年11月9日                |
| 中華民國總統  | 中華民國總統 | 中華民國總統 | 中華民國總統 | 中華民國總統  | 中華民國總統  | 中華民國總統  | 中国共产党中央委员会总书记   | 中国共产党中央委员会总书记   | 中国共产党中央委员会总书记   | 中国共产党中央委员会总书记   | 中国共产党中央委员会总书记   | 中国共产党中央委员会总书记   | 中国共产党中央委员会总书记   |
| 7（繼任）     | 李登輝       | 李登輝       | 中國國民黨   |               | 1988年1月13日 | 1990年5月20日 | 第三代                       | 江澤民                       | 江澤民                       | 中国共产党                   |                              | 1989年11月9日                | 2002年11月15日               |
| 8             | 李登輝       | 李登輝       | 中國國民黨   | 1990年5月20日 | 1996年5月20日 |               | 第三代                       | 江澤民                       | 江澤民                       | 中国共产党                   |                              | 1989年11月9日                | 2002年11月15日               |
| 9             | 李登輝       | 李登輝       | 中國國民黨   | 1996年5月20日 | 2000年5月20日 |               | 第三代                       | 江澤民                       | 江澤民                       | 中国共产党                   |                              | 1989年11月9日                | 2002年11月15日               |
| 10            | 陳水扁       | 陳水扁       | 民主進步黨   |               | 2000年5月20日 | 2004年5月20日 | 第三代                       | 江澤民                       | 江澤民                       | 中国共产党                   |                              | 1989年11月9日                | 2002年11月15日               |
| 11            | 陳水扁       | 陳水扁       | 民主進步黨   | 2004年5月20日 | 2008年5月20日 | 第四代        | 胡锦涛                       | 胡錦濤                       | 2002年11月15日               | 中国共产党                   | 2012年11月15日               |                              |                              |
| 12            | 馬英九       | 馬英九       | 中國國民黨   |               | 2008年5月20日 | 第四代        | 胡锦涛                       | 胡錦濤                       | 2002年11月15日               | 中国共产党                   | 2012年11月15日               | 2012年5月20日                |                              |
| 13            | 馬英九       | 馬英九       | 中國國民黨   | 2012年5月20日 | 2016年5月20日 | 第五代        | 习近平                       | 習近平                       | 2012年11月15日               | 中国共产党                   | 現任                         |                              |                              |
| 14            | 蔡英文       | 蔡英文       | 民主進步黨   |               | 2016年5月20日 | 第五代        | 习近平                       | 習近平                       | 2012年11月15日               | 中国共产党                   | 現任                         | 2020年5月20日                |                              |
| 15            | 蔡英文       | 蔡英文       | 民主進步黨   | 2020年5月20日 | 2024年5月20日 | 第五代        | 习近平                       | 習近平                       | 2012年11月15日               | 中国共产党                   | 現任                         |                              |                              |
| 16            | 賴清德       | 賴清德       | 民主進步黨   |               | 2024年5月20日 | 第五代        | 习近平                       | 習近平                       | 2012年11月15日               | 中国共产党                   | 現任                         | 現任                         |                              |

### 歷任國家元首
| 中華民國      | 中華民國     | 中華民國     | 中華民國     | 中華民國      | 中華民國      | 中華民國      | 中华人民共和国                             | 中华人民共和国                             | 中华人民共和国                             | 中华人民共和国                             | 中华人民共和国                   | 中华人民共和国                   | 中华人民共和国                   |
| 任數          | 姓名         | 肖像         | 就任時黨籍   | 就任時黨籍    | 就任日期      | 卸任日期      | 代次                                       | 姓名                                       | 肖像                                       | 就任時黨籍                                 | 就任時黨籍                       | 就任日期                         | 卸任日期                         |
| ------------- | ------------ | ------------ | ------------ | ------------- | ------------- | ------------- | ------------------------------------------ | ------------------------------------------ | ------------------------------------------ | ------------------------------------------ | -------------------------------- | -------------------------------- | -------------------------------- |
| 中華民國總統  | 中華民國總統 | 中華民國總統 | 中華民國總統 | 中華民國總統  | 中華民國總統  | 中華民國總統  | 中央人民政府主席                           | 中央人民政府主席                           | 中央人民政府主席                           | 中央人民政府主席                           | 中央人民政府主席                 | 中央人民政府主席                 | 中央人民政府主席                 |
| 1             | 蔣中正       | 蔣中正       | 中國國民黨   |               | 1948年5月20日 | 1949年1月21日 | 1                                          | 毛泽东                                     | 毛泽东                                     | 中国共产党                                 |                                  | 1949年10月1日                    | 1954年9月27日                    |
| 1（代理）     | 李宗仁       | 李宗仁       | 中國國民黨   |               | 1949年1月21日 | 1950年3月1日  | 1                                          | 毛泽东                                     | 毛泽东                                     | 中国共产党                                 |                                  | 1949年10月1日                    | 1954年9月27日                    |
| 1（復行視事） | 蔣中正       | 蔣中正       | 中國國民黨   |               | 1950年3月1日  | 1954年5月20日 | 1                                          | 毛泽东                                     | 毛泽东                                     | 中国共产党                                 |                                  | 1949年10月1日                    | 1954年9月27日                    |
| 中華民國總統  | 中華民國總統 | 中華民國總統 | 中華民國總統 | 中華民國總統  | 中華民國總統  | 中華民國總統  | 中華人民共和國主席                         | 中華人民共和國主席                         | 中華人民共和國主席                         | 中華人民共和國主席                         | 中華人民共和國主席               | 中華人民共和國主席               | 中華人民共和國主席               |
| 2             | 蔣中正       | 蔣中正       | 中國國民黨   |               | 1954年5月20日 | 1960年5月20日 | 1                                          | 毛澤東                                     | 毛泽东                                     | 中国共产党                                 |                                  | 1954年9月27日                    | 1959年4月27日                    |
| 3             | 蔣中正       | 蔣中正       | 中國國民黨   | 1960年5月20日 | 1966年5月20日 | 2–3           | 刘少奇                                     | 刘少奇                                     | 1959年4月27日 1964年12月21日               | 中国共产党                                 | 1964年12月21日 1968年10月31日    |                                  |                                  |
| 4             | 蔣中正       | 蔣中正       | 中國國民黨   | 1966年5月20日 | 1972年5月20日 | 代理          | 宋慶齡與董必武兩位國家副主席代行主席職權。 | 宋慶齡與董必武兩位國家副主席代行主席職權。 | 宋慶齡與董必武兩位國家副主席代行主席職權。 | 宋慶齡與董必武兩位國家副主席代行主席職權。 | 1968年10月31日                   | 1972年2月14日                    |                                  |
| 5             | 蔣中正       | 蔣中正       | 中國國民黨   | 1972年5月20日 | 1975年4月5日  | 代理          | 董必武                                     | 董必武                                     | 中国共产党                                 |                                            | 1972年2月24日                    | 1975年1月17日                    |                                  |
| 中華民國總統  | 中華民國總統 | 中華民國總統 | 中華民國總統 | 中華民國總統  | 中華民國總統  | 中華民國總統  | 全國人民代表大會常務委員會委員長           | 全國人民代表大會常務委員會委員長           | 全國人民代表大會常務委員會委員長           | 全國人民代表大會常務委員會委員長           | 全國人民代表大會常務委員會委員長 | 全國人民代表大會常務委員會委員長 | 全國人民代表大會常務委員會委員長 |
| 5（繼任）     | 嚴家淦       | 嚴家淦       | 中國國民黨   |               | 1975年4月6日  | 1978年5月20日 | 4                                          | 朱德                                       | 朱德                                       | 中国共产党                                 |                                  | 1975年1月17日                    | 1976年7月6日                     |
| 6             | 蔣經國       | 蔣經國       | 中國國民黨   |               | 1978年5月20日 | 1984年5月20日 | 代理                                       | 宋慶齡                                     | 宋慶齡                                     | 中国国民党革命委员会                       |                                  | 1976年7月6日                     | 1978年3月5日                     |
| 7             | 蔣經國       | 蔣經國       | 中國國民黨   | 1984年5月20日 | 1988年1月13日 | 5             | 葉劍英                                     | 葉劍英                                     | 中国共产党                                 |                                            | 1978年3月5日                     | 1983年6月18日                    |                                  |
| 中華民國總統  | 中華民國總統 | 中華民國總統 | 中華民國總統 | 中華民國總統  | 中華民國總統  | 中華民國總統  | 中華人民共和國主席                         | 中華人民共和國主席                         | 中華人民共和國主席                         | 中華人民共和國主席                         | 中華人民共和國主席               | 中華人民共和國主席               | 中華人民共和國主席               |
| 7（繼任）     | 李登輝       | 李登輝       | 中國國民黨   |               | 1988年1月13日 | 1990年5月20日 | 6                                          | 李先念                                     | 李先念                                     | 中国共产党                                 |                                  | 1983年6月18日                    | 1988年4月8日                     |
| 8             | 李登輝       | 李登輝       | 中國國民黨   | 1990年5月20日 | 1996年5月20日 | 7             | 楊尚昆                                     | 楊尚昆                                     | 1988年4月8日                               | 中国共产党                                 | 1993年3月27日                    |                                  |                                  |
| 9             | 李登輝       | 李登輝       | 中國國民黨   | 1996年5月20日 | 2000年5月20日 | 8             | 江澤民                                     | 江澤民                                     | 1993年3月27日                              | 中国共产党                                 | 1998年3月5日                     |                                  |                                  |
| 10            | 陳水扁       | 陳水扁       | 民主進步黨   |               | 2000年5月20日 | 2004年5月20日 | 江澤民                                     | 江澤民                                     | 9                                          | 中国共产党                                 | 1998年3月19日                    | 2003年3月15日                    |                                  |
| 11            | 陳水扁       | 陳水扁       | 民主進步黨   | 2004年5月20日 | 2008年5月20日 | 10            | 胡錦濤                                     | 胡錦濤                                     | 2003年3月15日                              | 中国共产党                                 | 2008年3月5日                     |                                  |                                  |
| 12            | 馬英九       | 馬英九       | 中國國民黨   |               | 2008年5月20日 | 2012年5月20日 | 胡錦濤                                     | 胡錦濤                                     | 11                                         | 中国共产党                                 | 2008年3月5日                     | 2012年3月15日                    |                                  |
| 13            | 馬英九       | 馬英九       | 中國國民黨   | 2012年5月20日 | 2016年5月20日 | 12            | 習近平                                     | 習近平                                     | 2013年3月15日                              | 中国共产党                                 | 2018年3月17日                    |                                  |                                  |
| 14            | 蔡英文       | 蔡英文       | 民主進步黨   |               | 2016年5月20日 | 12            | 習近平                                     | 習近平                                     | 2013年3月15日                              | 中国共产党                                 | 2018年3月17日                    | 2020年5月20日                    |                                  |
| 15            | 蔡英文       | 蔡英文       | 民主進步黨   | 2020年5月20日 | 2024年5月20日 | 13            | 習近平                                     | 習近平                                     | 2018年3月17日                              | 中国共产党                                 | 2023年3月10日                    |                                  |                                  |
| 16            | 賴清德       | 賴清德       | 民主進步黨   |               | 2024年5月20日 | 現任          | 習近平                                     | 習近平                                     | 14                                         | 中国共产党                                 | 2023年3月10日                    | 現任                             |                                  |

## 政治關係

### 海峽兩岸對於政治現狀的不同觀點
自1949年底两岸分治以来，中华人民共和国政府统治中国大陆，並在1990年代後期實際控制香港和澳門，中华人民共和国政府认为“1949年国民党政权......退居台湾岛，从此丧失了代表全中国合法政府的地位”“台湾是中国的一部份”“台湾问题属于中国内政”。
1990年代，包括中華民國政府在内的台湾各界对两岸关系的政治定位，可归为五大类：“国内关系”、“国际关系”、“国内关系中的特别关系”、“国际关系中的特别关系”、“準国际关系”，以及李登輝政府确立的与中华人民共和国政府接触时的两岸对等原则:1。蔡英文执政时期，中华民国政府认为“中華民國是主權國家，臺灣從來不是中華人民共和國的一部分”、“台湾是主权独立的国家，与中国互不隶属”。

### 政權的「法統」與認可

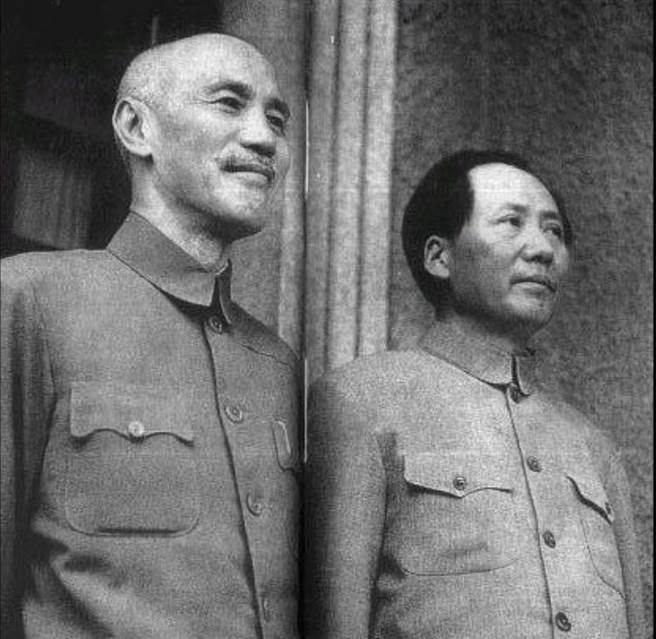
于1945年的重庆谈判间隙，中国国民党总裁蒋中正、中国共产党主席毛泽东在曾家岩50号合影，这也是两位国共领袖少有的合影

1949年至1960年間，台灣海峽兩岸關係出現高度緊張與不穩定的局面。在政治上兩岸互不承認對方的存在及合法性，糾結於聯合國席位間的中國代表權問題，並誓言收復或解放對方。中華人民共和國以中國法統的繼承者自居，並將台灣視為一個中國的一部份；相對地，中華民國政府遷往台灣後則在1954年召集第一屆國民大會第二次會議，議決在內戰甫爆發時所通過的《動員戡亂時期臨時條款》繼續有效，仍将中國共產黨及其「偽政權」視為叛亂團體，將中國大陸地區视为被竊據的淪陷地區。
這一時期，兩岸在對解決對方問題的政策上偏重於武力及軍事手段。中國人民解放軍誓言「解放台灣」，在1950年發動海南戰役佔領海南島；1955年攻打一江山島與佔領大陳島，引發第一次台灣海峽危機；隨後在1958年發動金门炮战，引發第二次台灣海峽危機。在主動以軍事方式尋求統一的同時，中國共產黨以中國國民黨及蔣中正為訴求對象，在1956年提出「爭取和平解放台灣」，並於1957年由毛澤東提議「第三次國共合作」，隨後1960年由毛澤東與周恩來共同擘劃一綱四目，即祖國為中華人民共和國；中央政府在北京，台灣當局為地方政府；台灣回歸後，除外交歸於中央外，其餘軍、政、人事「均委於蔣」。以上提議均為中華民國政府拒絕。
而處於被動、缺少縱深的中華民國政府則以防禦為主。为了响应中华民国政府「反攻大陆」的政治口号，同时牵制正處於朝鮮戰爭中的解放军，中华民国国军于1952年后相继发动对中國大陸福建省外海的南日岛战役和东山岛战役，均获得了一定的军事成果。在1954年又與美國簽訂《中美共同防禦條約》對抗來自解放軍的軍事攻擊，但在1958年10月與美國所簽訂的聯合公報中則向美國表示未來「非憑藉武力」（not the use of force）光復大陸，而是憑藉三民主義。一般認為這是中華民國政府對美保證不將其捲入兩岸軍事紛爭的表達。雖然如此，中華民國政府仍派出間諜滲透中華人民共和國，而同時，中華民國也承受中共的間諜滲透。
此段期間，美國並不否認中華民國對台灣行使權力，卻在國軍節節敗退中為擺脫以往美國介入中國的責任，改而採取袖手旁觀政策（Hands-off Policy，1949年12月23日美國國務院向遠東地區使節發表之秘密備忘錄），隨後因朝鲜战争認識台灣戰略地位的重要性，為防止中華人民共和國佔領台灣轉而正式提出台灣地位未定論，美國一方面維持與中華民國的外交關係，又認為中華民國實際控制的台灣是主權未決。雖然美國與中華民國成為軍事防禦同盟，其間美國並未放棄與中華人民共和國政府保持聯繫，1954年6月起雙方即在日內瓦展開大使級會談。
這一時期的海峽兩岸關係，與東西方陣營對抗情勢相關。在一定程度上，美國和蘇聯的態度起決定性影響。1950年1月5日，時任美國總統杜魯門宣布臺灣與韓國不屬於美國的防區。1950年1月5日，《中蘇友好同盟互助條約》簽訂。1950年6月27日（也就是朝鮮半島開戰2天後），美國改變立場並派遣第七艦隊進入臺灣海峽，由此臺灣被納入美軍保護範圍。顯然中蘇條約的签订及韓戰是美國太平洋戰略及台海政策改變的原因。內外因素構成了後來台海形勢發展的條件基礎。
這一時期，美國一方面藉由《中美共同防禦條約》防護台灣、澎湖的安全，另一方面也牽制住蔣中正以反攻大陸將美國拖入戰爭的可能性，兩岸關係從軍事對抗逐漸走向外交角力。

### 外交形勢的轉變

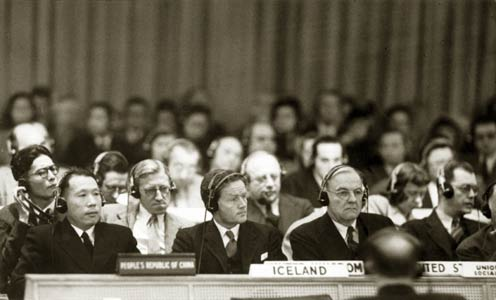
1950年，「中華人民共和國中央人民政府」代表伍修权（前排左一）應聯合國安理會輪值主席國邀請出席聯合國安全理事會朝鮮問題辯論，與「中國」（中華民國）代表當面對質，成為兩岸外交對抗的經典畫面

目前世界對海峽兩岸關係的立場
ROC
承認中華民國為中國的唯一合法政府
承認中華人民共和國為中國的唯一合法政府且認知、了解（acknowledge）「一個中國」政策，但另與中華民國維持非官方關係
PRC
承認中華人民共和國為中國的唯一合法政府且奉行「一個中國」政策

1950年11月8日，中華人民共和國中央人民政府代表伍修权應安理會邀請出席朝鮮問題辯論，並就第七艦隊進入台灣海峽，指責「美國政府武裝侵略中國神聖的領土台灣」是「非法的犯罪的行為」，並與代表「中國」的中華民國代表當面對質，譴責其「辜负违背了中国人民的意愿，他没有任何权利代表中国。这个发言的人可能不是中国人，因为伟大的四億七千五百万中国人民的语言，他都不会讲」（當时中華民國代表在聯合國使用的語言是英式英語）。中華民國代表則指稱聯合國的「中國」席位只能屬於「自由獨立神聖的中國政府」。這是中華人民共和國首次出席聯合國會議，也是海峽兩岸雙方唯一一次當面外交對質。在朝鮮戰爭結束後的1954年日內瓦會議上，中華人民共和國派出政務院總理兼外交部長周恩來出席會議，成為中華人民共和國首次出席的重大國際會議。1955年，聯合國秘書長哈馬捨爾德訪問北京，成為首位訪問中華人民共和國的國際組織領導人。在1950年代期間，中華人民共和國的外交形勢大有改觀，与苏联、10个社會主義国家（保加利亚、罗马尼亚、匈牙利、朝鲜、捷克斯洛伐克、波兰、蒙古、東德、阿尔巴尼亚和越南）、4个亚洲新興独立国家（巴基斯坦、缅甸、印度尼西亚、印度）和4个西方国家（芬兰、瑞典、丹麦、瑞士）建立外交关系，並接連與英國等多個國家展開正式外交往來。
1955年，中華人民共和國拒絕聯合國安理會邀請其再次出席會議的請求，表明「臺北不去，北京不來」的宗旨。1960年代，中華人民共和國在內有文化大革命，對外先後與蘇聯、印度交惡的狀況下，僅有包括法國在內的24個邦交國。
自1962年起，中華人民共和國即每年委由同為第三世界國家或社會主義國家的友邦申請加入聯合國。然而當時受到冷戰對峙和中華民國政府「漢賊不兩立」政策的影響，西方國家多數承認中華民國在聯合國的席次代表權。中華民國政府積極開展與新興獨立國家的關係，打壓中華人民共和國的國際空間，1955年襲擊參加國際會議的周恩來失敗。再加上冷戰對峙、眾多西方國家追隨美國腳步的环境，1960年代也成為中華民國外交成果最為豐碩的黃金歲月，1969年時中華民國的邦交國數目更是達到高峰的70個邦交國。
1969年底，中華人民共和國和蘇聯發生珍寶島事件後不久，美國在波蘭首都華沙與中華人民共和國正式恢復會談，成為中華人民共和國與美國關係重大轉變的前奏，海峽兩岸外交攻守形勢自此轉換。
1971年1月，美國國務卿亨利·基辛格秘密訪問北京。中華人民共和國經過9年申請加入聯合國未果後，在1971年聯合國大會召開前掌握可能支持通過入會案的足夠票數。同年8月17日，美國駐聯合國首席代表喬治·赫伯特·沃克·布希向聯合國大會遞交一封信及備忘錄，正式要求聯合國第二十六屆大會將「中國在聯合國的代表權問題」列為議程，不過美國對此一議題所提的方案是「雙重代表權」，美國認為「中華人民共和國應有代表權」，但是「應當規定不剝奪中華民國的代表權」，北京並不同意此一提案，正當聯合國大會辯論此一議題時，季辛吉於10月下旬再度訪問北京，美國提案的雙重代表權自此未獲聯合國內多數國家支持。10月25日，經過表決贊成美國提案者共55票，反對者59票、15票棄權。中華民國駐聯合國代表劉鍇及外交部部長周書楷眼見大勢已去，在請示中華民國政府奉可後，在大會上宣布中華民國退出聯合國。隨後，聯合國大會2758號決議通過，中華人民共和國取得在聯合國之「中國」代表權。
此時期兩岸雙方均堅守一個中國原則，在反對台灣獨立及中國內部普遍認知的立場上，海峽兩岸同屬一个中國。此一原則隨著中華人民共和國在聯合國取代中華民國後在國際間更為鞏固，即使有國家願意雙重承認，兩岸政府也不接受雙重承認。
美國於1972年與中華人民共和國關係正常化後，中華民國的外交關係為此大受打擊，至1976年與中華民國政府維持邦交的國家計23國，其餘世界各國多轉向承認中華人民共和國，包括1972年與中華人民共和國建交的英国、日本及1979年的美國。美國是最後一個與中華民國斷交的聯合國安全理事會常任理事國。1973年5月中華人民共和國與美國正式在對方首都設立聯絡辦事處。1976年美軍顧問團從金門、馬祖撤離。中華人民共和國與美國間的實質外交關係日漸增強、中華民國與美國間的實質外交層次則逐漸降低。1979年1月1日美國與中華人民共和國簽署《中美建交公報》，斷絕與中華民國的外交關係，承認中華人民共和國為中國唯一合法政府。
《中美建交公報》中的用字遣詞頗堪玩味，亦即建交公報雖與上海公報均提及一個中國原則，英文版本在提及美國立場時均係使用「美國認知（acknowledge）此一立場」，但建交公報中文版卻譯為「美國承認此一立場」，就此在法律上擁有不同意義的二個詞，美國並未表示異議，有學者認為美國是企圖保留日後政策模糊的空間，以及減輕中華民國方面的不滿。（李英明、張亞中，2000）

### 武力解決兩岸問題的可能性

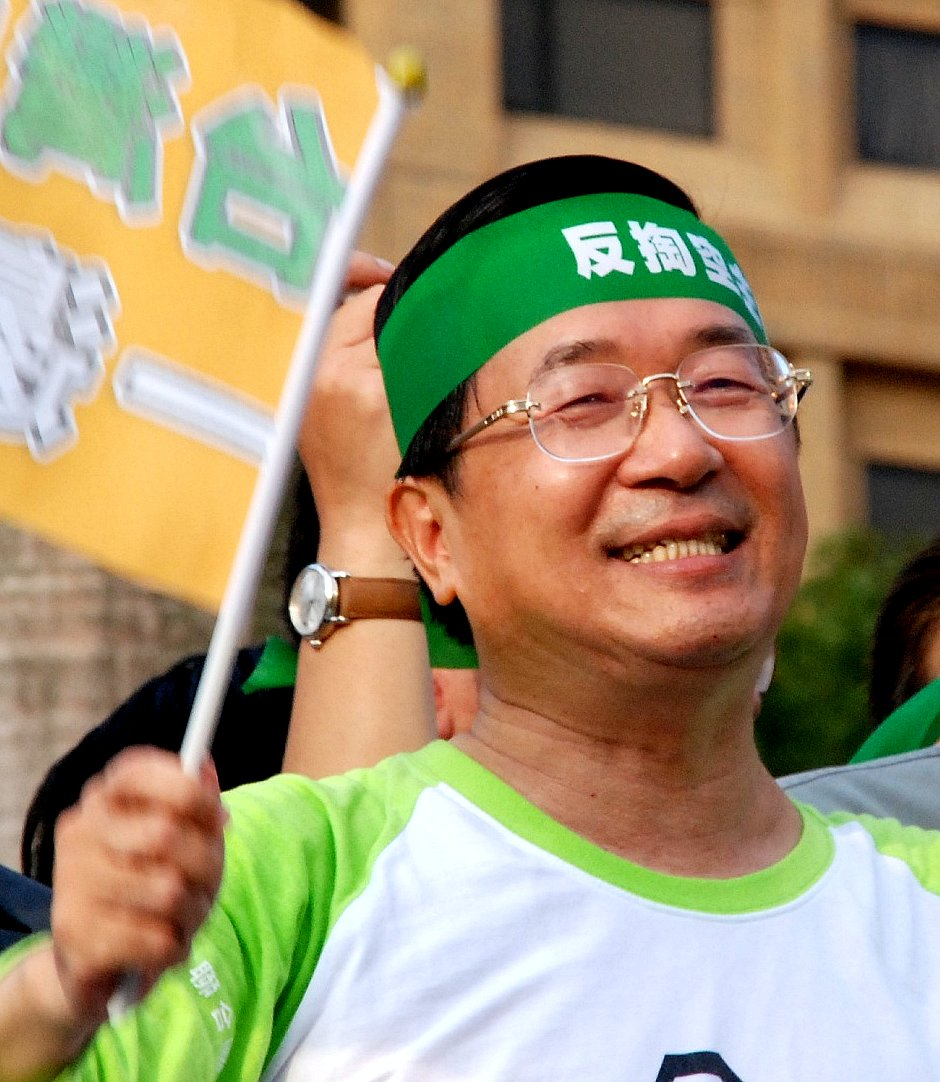
中華民國前總統陳水扁於2008年參加1025反黑心顧台灣大遊行時揮舞「台灣中國、一邊一國」旗幟

1984年，金東前線發生六二七事件；1985年，香港《百姓》杂志采访时任中共中央总书记胡耀邦，提到武力解决台湾问题的可能性时，胡耀邦坦率地说：「当然啦，国际上谁都知道我们暂时没有力量，确实没有力量」，「这个暂时可能是四五年，也可能是七八年。」1987年，烈嶼前線發生三七事件，7月15日蔣經國總統宣布台灣地區解嚴，11月2日進一步開放兩岸探親。
1988年1月13日蔣經國過世後，李登輝繼任中國國民黨主席和中華民國總統，著手民主政治改革，同時也推動台灣本土化運動及台灣主體性方向的政策，並加強對外關係，引起北京不滿。兩岸政治繼續處於對立、以至互不信任、針鋒相對，甚至時有火藥味的狀態。1996年中華民國首次舉行總統直選，中國人民解放軍第二炮兵部隊對台灣試射飛彈，台灣海峽飛彈危機爆發，兩岸關係跌入冰點。1999年，李登輝提出「兩國論」，引發北京不滿。2000年中華民國第二次總統直接民選，中華人民共和國國務院總理朱鎔基以非常嚴厲的口吻批評「誰要是敢搞台灣獨立，你就沒有好下場！」，結果在野民主進步黨總統候選人陳水扁勝出，完成中華民國歷史上首次政黨輪替，民進黨首次執政。2002年，陳水扁提出「一邊一國」主張；2003年陳水扁提出「新憲說」。2004年陳水扁連任總統，中共中央台灣工作辦公室發表《五一七聲明》。2005年中華人民共和國第十屆全國人民代表大會通過《反分裂國家法》，表明中華人民共和國政府希望和平統一，但同時在台獨事實發生或者和平統一無望的前提下，不放棄非和平方式及其他必要措施來阻止台灣獨立。
2021年3月9日，美國印太司令部司令菲利普·戴維森海軍上將警告北京正加速其野心，恐6年內攻打台灣，並企圖取代美國在亞洲地區的影響力，宣布將與台灣軍隊聯合訓練及提供國防物資以維持防衛力。2023年11月15日，中共中央总书记习近平与美国总统喬·拜登在APEC峰会期间举行双边会谈，习近平向拜登表示中国没有攻打台湾的计划，拜登则强调台海和平与稳定的重要性。
2024年6月，据英国《金融时报》的报道，中共中央总书记习近平在2023年4月与欧盟执行委员会主席冯德莱恩会面时否认自己任内有出兵统一台湾的打算，他指出美国正在怂恿中国进攻台湾，但自己不会上当，因为与美国的冲突将摧毁中国的许多成就，破坏中国在2049年实现「伟大复兴」的目标。

### 政治制度與理念的差異

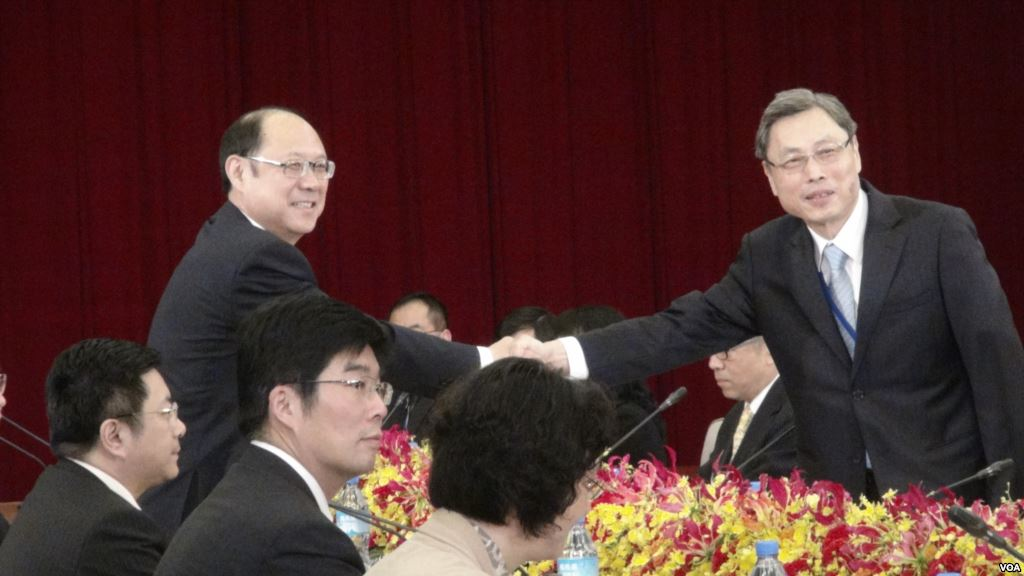
海峽交流基金會與海峽兩岸關係協會雙方代表高孔廉與鄭立中握手致意

自1950年起中華民國政府開始在臺灣實施縣市地方自治，使得非國民黨籍者仍可參與地方層級的選舉，自1987年起開放組黨結社、組織參加集會遊行、從事政治活動、自由辦報或出版刊物。而1991-1992年的國會全面選舉，使中央民意代表擁有更強的合法性。總統李登輝與國民大會在民主化與1994年省市長選舉的葉爾辛效應壓力下，於1995年修改並凍結部分憲法，一改先前由國民大會代表間接選舉的方式。隨後在1996年，中華民國政府首次辦理在台灣、澎湖、金門、與馬祖舉行之總統直接選舉。有人認為這次選舉讓中華民國政府擁有更強的正當性；也有人認為中華民國政府對臺灣沒有領土主權，不能藉由舉辦選舉而就地合法。

### 統獨立場差異
根據行政院大陸委員會在2014年3月所作的民意調查，支持統一者合計僅有11.1％，支持獨立者則為22.3％，廣義上維持現狀者則占88.6％。因此，廣義上維持現狀仍是多數台灣人民在解除戒嚴後長期且穩定的民意趨向。
目前，台灣泛藍陣營（中國國民黨、新黨和親民黨等）多堅持「一中憲法」，其中的基本教義派較傾向兩岸終極統一。而泛綠陣營（民進黨、時代力量與台聯黨等）則認為「台灣」與「中國」在主權上應該各自分立，其中的基本教義派較傾向台灣應該獨立為一個國家。其中以民進黨最為反對兩岸統一。歷任民進黨籍的中華民國總統大多主張「一邊一國」（陳水扁）、「四個堅持」（蔡英文）等論述與官方立場。
而中國大陸內部亦分為主張和平統一的鴿派和主張武力統一的鷹派。

### 兩岸政黨政策論述
| 地 區             | 中国大陆 （中华人民共和国） | 台湾 （中华民国） | 台湾 （中华民国） | 台湾 （中华民国） | 台湾 （中华民国） | 台湾 （中华民国） | 台湾 （中华民国） | 台湾 （中华民国） |
| 陣 營             | 无政治阵营划分 （参见中华人民共和国政党） | 泛藍陣營 | 泛藍陣營 | 泛藍陣營 | 泛綠陣營 | 泛綠陣營 | 泛綠陣營 | 第三勢力陣營 |
| 政 黨             | 中国共产党 民主黨派 | 新黨 | 中國國民黨 | 親民黨 | 民主進步黨 | 時代力量 | 台灣基進 | 臺灣民眾黨 |
| ----------------- | --- | --- | --- | --- | --- | --- | --- | --- |
| 觀 點論述         | 一個中國、九二共識、和平统一、一国两制、政治协商 | 一個中國、九二共識、和統保台、反台獨、三民主義新中國 | 一中各表、九二共識 | 九二共識、兩岸一中 | 維持現狀、一中一台、中華民國是台灣、中華民國臺灣 | 以公投台灣獨立、一邊一國、反對九二共識 | 台灣獨立、正名制憲、一中一台、去中國化 | 一五新觀點 |
| 意 涵             | 世界上只有一个中国，即中华人民共和国，台湾是中华人民共和国神聖領土的一部分，中华人民共和国政府是代表全中国的唯一合法政府。 | 主張清廉制衡、公義均富、族群和諧、國家統一，在中國實現民族統一、民權自主、民生均富的三民主義新中國。 | 世界上只有一個中國，即中華民國。自由地區與大陸地區同屬一個中國。                                                                           | 在九二共識前提下，維持中華民國現狀，兩岸永續和平發展；支持兩岸一家親；支持對等、互惠、透明的政治協商；建立兩岸永續和平發展架構。 | 台灣是一個主權獨立的國家，依現狀國號為中華民國(或「中華民國臺灣」)，在中華民國憲政體制下維持台海現狀，台灣的前途命運由台灣兩千三百萬人民公投決定。亦稱為「華獨」或「中華民國是台灣」的論述。 | 正名台湾成正常化国家，反對和北京當局進行任何政治談判。 | 「台灣就是台灣人的國家」。主權並非中國決定，亦無須「統獨公投」決定。 | 尊重兩岸過去已經簽署的協議和互動的歷史，在既有的政治基礎上，以「互相認識、互相了解、互相尊重、互相合作、互相諒解」的原則，秉持「兩岸一家親」的精神，促進交流、增加善意，讓兩岸人民去追求更美好的共同未來。 |
| 法 源 依 據       | 中华人民共和国宪法、反分裂国家法 | 中華民國憲法及其增修條文、國家統一綱領、臺灣地區與大陸地區人民關係條例 | 中華民國憲法及其增修條文、臺灣地區與大陸地區人民關係條例                                                                                   | 中華民國憲法及其增修條文、臺灣地區與大陸地區人民關係條例 | 基於《臺灣前途決議文》、《台獨黨綱》，與現時的《中華民國憲法》及其增修條文；本土派與獨派人士，則倡議異於中華民國憲法的台灣憲法。他們認為現行《中華民國憲法》並無正當性，或無法表達台灣主體性、無法適應國格國情，無法且切合人民需要，因此台灣人應該自己主張制定真正的「台灣新憲法」、降低修憲門檻、台灣憲改程序納入「公民審議」。 | 現時以中華民國憲法及其增修條文為基礎，但認為其不合時宜，希望通過公投決定正名制憲。 | 現時以中華民國憲法及其增修條文為基礎，但認為其不合時宜，希望正名制憲。 | 《中華民國憲法》及其增修條文、《臺灣地區與大陸地區人民關係條例》 |
| 兩 岸 關 係 認 定 | 中央政府和地方政府（台湾当局） | 兩岸一中、一國兩區 | 互不承認主權，互不否認治權、一國兩府、一國兩區                                                                                             | 「兩岸一中、反對臺獨」，在一中屋頂的概念下，尊重兩岸對等分治的政治現實，相互體諒、強化交流。 | 特殊的國與國關係（兩國論）、一邊一國 | 認同一中一台的區隔，中华人民共和国代表中國，中華民國代表台灣。認為中華民国的領土是歷年國會與總統大選所實踐的人民、領土與主權範圍，也就是台澎金馬等實際管轄的國土；「中國」僅僅視為中華人民共和國。 | 認同一中一台的區隔，承認現狀是中华人民共和国代表中國，中華民國代表台灣。認為中華民国的領土是歷年國會與總統大選所實踐的人民、領土與主權範圍，也就是台澎金馬等實際管轄的國土；「中國」僅僅視為中華人民共和國。 | 「兩岸事務不是外交關係、不是國際關係，而是一個有專屬定位的兩岸關係」。兩岸需要互相交流，互相理解，「遵守體制，改善現狀」。                                                                                 |
| 目 的             | 国家和平统一后，台湾可以实行不同于大陆與港澳的制度，高度自治。主张透过台湾海峡两岸平等的协商和谈判，实现和平统一。协商和谈判可以有步骤、分阶段进行，方式可以灵活多样。愿同台湾社会各界各党派与民间展开政治协商，对展开绕过台湾当局的海峡两岸统一方案保留可能性。 | 提倡国民党、新党、亲民党三黨合作，相互監督，與中共展開包括国际空間、两岸三通、台商权益以及大中華經濟圈的谈判。 主张“一个中国、和平統一”，推动在“九二共識”基础上恢复两岸接触、对话，促进两岸经贸交往、人员往来和各项交流；两岸同胞不论省籍相互爱护，和睦相处，共同促进台湾社会安定、经济发展。 | 擱置爭議，避免直接涉及政治問題，發展互惠互利的區域經濟以及促進民間交流。政治上與北京當局共同堅持九二共識、反對台獨，但也絕不接受一國兩制。 | 依憲法定位兩岸關係，進行兩岸對話，堅持未來台灣現況的任何改變皆須經台灣人民同意。依「三階段整合論」推動兩岸關係發展，擱置「統」、「獨」爭議；第一階段進行經濟性及功能性「交流」，開展兩岸經貿互惠合作；第二階段推動兩岸「社會互動」；第三階段則邁向「政治整合」。中共應明確承諾放棄武力犯台，展開兩岸互惠平等對談，確保中華民國在國際社會的生存空間。 | 遵循民主与自由的憲政秩序；施行成長均衡的經濟財政；建立公平開放的福利社會；創新精進教育文化；全球國際的國防外交；以臺灣的名義來爭取加入聯合國；反對北京當局用文攻武嚇脅迫台灣。 | 實現台灣獨立、國家正常化 | 實現台灣獨立、正名、制憲、去中國化 | |

### 雙方交流與合作

#### 半官方交流
1993年4月27日至4月29日，海峽交流基金會（即「海基會」）董事長辜振甫與海峽兩岸關係協會會長汪道涵在新加坡舉行會談，是自1949年後兩岸民間代表在獲得官方授權下的首度正式接觸。

#### 兩岸官員
2005年2月24日，親民黨主席宋楚瑜訪問中國大陸前，與中华民国总统陳水扁進行会晤，雙方達成十項共同結論。根據2011年9月9日維基解密爆料，2005年5月12日親民黨主席宋楚瑜與中国共产党中央委员会总书记胡錦濤会晤的五天後，宋楚瑜和美國在台協會處長包道格見面時暗示，他之所以會前往大陸訪問，其實是受扁的託付，盼轉達民進黨執政的中華民國政府願重新展開政治對話。等於證實親民黨主席宋楚瑜於2005年5月12日與中国共产党中央委员会总书记胡錦濤在北京的会晤，是担任中华民国总统陳水扁特使身份與中国共产党中央委员会总书记胡錦濤会晤，也是1949年之後首次兩岸官員的會面。不過之後因中华民国总统陳水扁受到民主進步黨內部及臺灣獨立運動支持者的壓力，親民黨主席宋楚瑜回臺灣之後被中華民國政府否定代表中华民国总统陳水扁特使身份，使两岸关系进展中斷。
2013年10月6日第二十一届APEC领导人非正式会议在印尼巴厘岛举办前，萧万长担任中华民国总统马英九特使，与中国共产党中央委员会总书记习近平会晤，行政院大陆委员会也首次被允许参与APEC会议，两岸事务协调工作也被认为是两岸关系进展大突破。
2014年2月，陸委會主委王郁琦訪問中國大陸，並與中共中央台辦主任張志軍在南京會面（第一次）。同年6月，中共中央台辦主任張志軍回訪台灣，與陸委會主委王郁琦再度會面（第二次王張會），是自國共內戰後首次有兩岸部長级官员會面。
2019年3月，高雄市市长韩国瑜访问中国大陆香港、澳门、深圳与厦门，先后与香港、澳门中联办相关负责人见面，并与多家企业签订共计32亿新台币的订单。

#### 兩岸政黨
2005年時任中國國民黨主席連戰與時任中共中央總書記胡錦濤在北京人民大會堂進行會談，並達成五點共識，同意在九二共識上推動兩岸談判。這是自國共内戰以来，中國國民黨和中國共產黨之間首次最高層次的會晤，連戰成為1949年后第一位踏上中國大陸的國民黨最高領導人。
2016年11月1日，時任中国国民党主席洪秀柱和中国共产党中央委员会总书记习近平在北京人民大会堂会晤。这是洪秀柱首次以党主席的身份訪問中国大陆，亦是中國國民黨二次在野後，首次訪問大陸。

#### 兩岸執政黨
2008年5月28日，中國國民黨主席吳伯雄與中國共產黨中央委員會總書記胡錦濤在北京人民大會堂會面，是自國共內戰後首次兩岸執政黨會面。
2015年5月4日，中國國民黨主席朱立倫和中國共產黨中央委員會總書記習近平在北京人民大會堂會面。

#### 官方與非官方
2008年11月6日，中華民國總統馬英九與大陸海峽兩岸關係協會會長陳雲林在台北會面，是自國共內戰後首位中國大陸來台的非官方代表與中華民國總統會面。
2023年3月27日，前中華民國總統馬英九對中國大陸展開12天的祭祖、交流行程，為中華民國卸任國家元首首次造訪中國大陸。
2024年4月1日，前中華民國總統馬英九再次對中國大陸展開11天的訪問、交流行程，期間與中共中央總書記習近平在北京會面。

#### 兩岸領導人

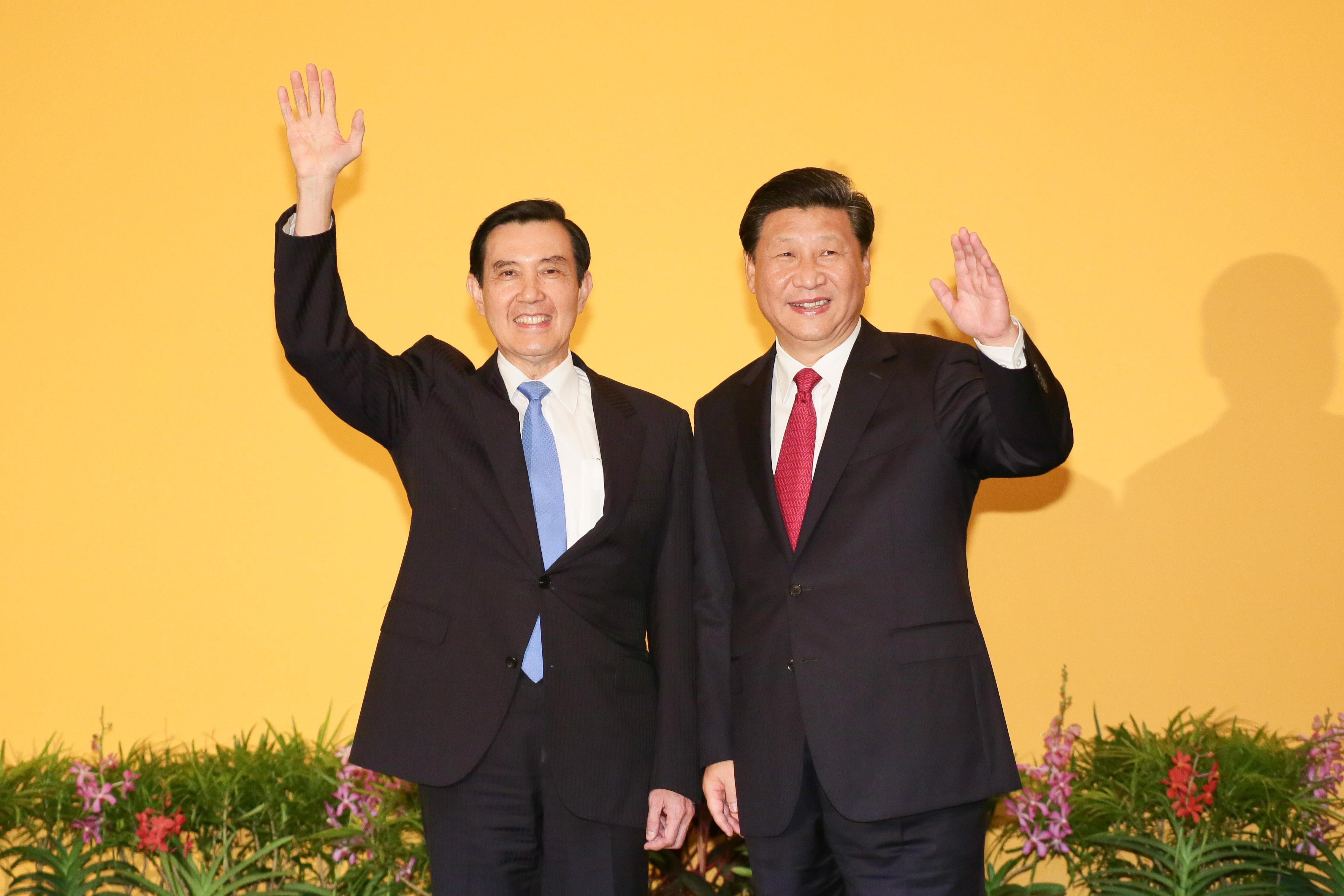
2015年11月7日，海峽兩岸領導人習近平与馬英九在新加坡舉行會談

2015年11月7日，習近平在訪問新加坡期間與馬英九進行第二次國共內戰後海峽兩岸領導人的首次會面。

## 經貿關係

### 清代的經貿交流
清廷治理台灣後，農地迅速被開墾，農作物產量不斷增加，移民人口日漸增多，台灣與中國大陸的貿易更加興盛。當時台灣主要的出口物品為稻米、鹿皮與蔗糖，進口物品為紡織品、藥材及其他日用品，最主要的貿易港口為府城（今台南安平）、鹿港（今彰化鹿港）與艋舺（今台北萬華）三地，俗稱的“一府二鹿三艋舺”，就是形容此時期最興盛的貿易港口。

### 近代經貿交流

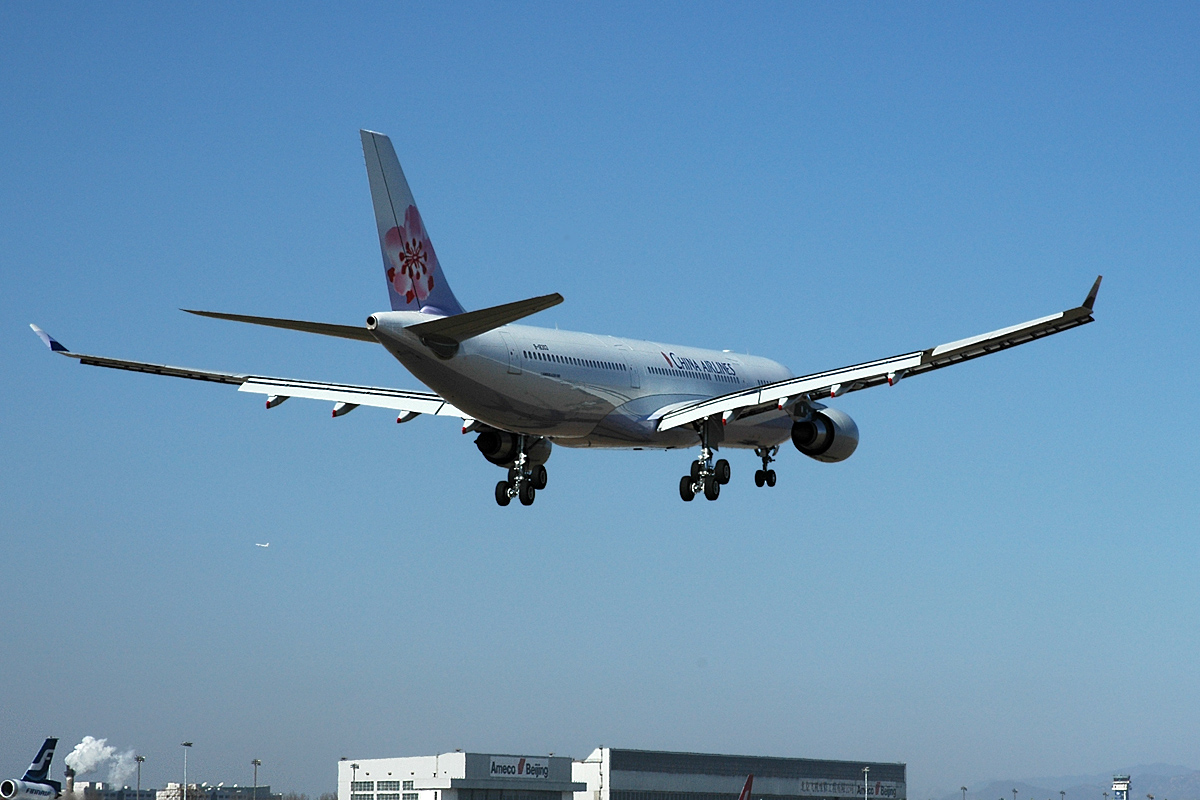
2005年1月29日，中華航空CI581航班降落在北京首都國際機場

1949年10月，中华人民共和国宣告成立。中華民國政府退居台灣后，长期繼續施行《動員戡亂時期臨時條款》，並视中华人民共和国政府为伪政权和叛乱团体，中華民國的對中國大陆经贸立法以此为主导，否定中华人民共和国的存在，完全隔绝海峡两岸间的经贸联系。《取缔匪伪物品办法》通過，規定一律禁止进口「匪伪」物品，1989年6月被廢除。1989年，《大陸地區物品管理辦法》公布，正式开放中國大陆地区物品輸入台灣，准许进口的中國大陆产品範圍包括中華民國经济部公告准許输入的物品。1990年8月，《對大陸地區間接輸出貨品管理辦法》公布，規定中國大陆物品應先出口到中國大陸地区以外的地方，再從這些地方進口中國大陸的商品到台灣地區。
1987年11月，开放两岸探亲后，台湾厂商開始前往中國大陆投資设厂。1990年10月，《對大陸地區從事間接投資或技術合作管理辦法》規定台湾地区的人民、法人、团体或其他机构如果要投資中國大陸，必須先在第三地区投资设立公司，然後再通過第三地區的公司投資中國大陸。
2020年，台灣對中國大陸出口1367.4億美元，佔台灣總出口值的43.8%。出口最大宗是「電子零組件」，達207.6 億美元，其中主要集中於積體電路（晶片）產品等。2021年，台湾对中國大陆出口总额近2500亿美元，贸易顺差突破1700亿美元。2022年7月至9月，台積電收入的22%來自中國大陸。

### 商务和人員往来
自中華民國政府於1987年開放中國大陸探親以來，兩岸民間交流一直在不斷發展，日益頻繁，場面龐大。1991年，在北京成立海峽兩岸關係協會（簡稱「海協會」），在台北成立了財團法人海峽交流基金會（簡稱「海基會」）。兩岸「三通」問題（通商、通郵、通航）中，通商與通郵已經解決，而通航問題卻依然旋而未決，而一直得不到較好解決的障礙，主因在與雙方均堅持其自身經濟利益，再者則是航權談判無法避開敏感的政治問題；2003年首次開通「臺商春節包機」，這是兩岸通航之始。馬英九上台後，兩岸週末包機開通，中國國航的運行圖上增加台灣航線。台灣航線以「國內及港澳台航線」的形式記載。2009年8月31日起，兩岸包機改成兩岸定期班機。
在兩岸人員往來方面，台灣地區人士進入中國大陸需持有由中華人民共和國出入境管理局頒發的「台灣居民來往大陸通行證」（俗稱「台胞證」），該證件可在中華人民共和國境內的边检或国家移民管理局申請。其頒發條件較為寬鬆，绝大多數台灣人——甚至包括一些主張台灣獨立的人士——都可以取得台胞證進入中華人民共和國。而中華民國對中華人民共和國籍人士進入中華民國自由地區則依然有嚴格的限制；在2008年馬英九上台前只接受已經擁有香港、澳門或第三地的永久居留權，或是經第三地訪問台灣的大陸團體遊客。2008年7月18日，台灣向中國大陸開放團隊旅遊。2011年6月28日，台灣向中國大陸開放台灣個人遊。中華人民共和國單方面公告自2019年8月1日起暂停台湾个人游。2024年6月1日起，台湾政府禁止旅行社组团赴陸，不過立法院要求撤銷赴大陸禁團令。2024年6月27日，陆委会宣布提升中港澳旅游警戒为“橙色”，呼吁民众若非必要，应避免前往旅行。

### 投资
在企業投資方面，台資企業使用第三地投資方式，低調進入中國大陸市場；或是經由中華民國政府同意進入中國大陸市場。中華人民共和國在早期對於台商投資採取完全開放態度，以外商的待遇，甚至一些在地方以高於外商的待遇對待台商。這樣的經濟交流方式，使得許多台商或是人士攜家帶眷，前往大陸工作或是「投資」，了解觀念的差異以及增進彼此的交流。自2004年起，中華人民共和國明確表態不歡迎具有「台獨」背景的「綠色台商」在中國大陸投資，並對一些台商點名批評。截至2016年7月，按实际使用外资统计，台资占大陆累计实际吸收境外投资总额的3.7%。

### 贸易

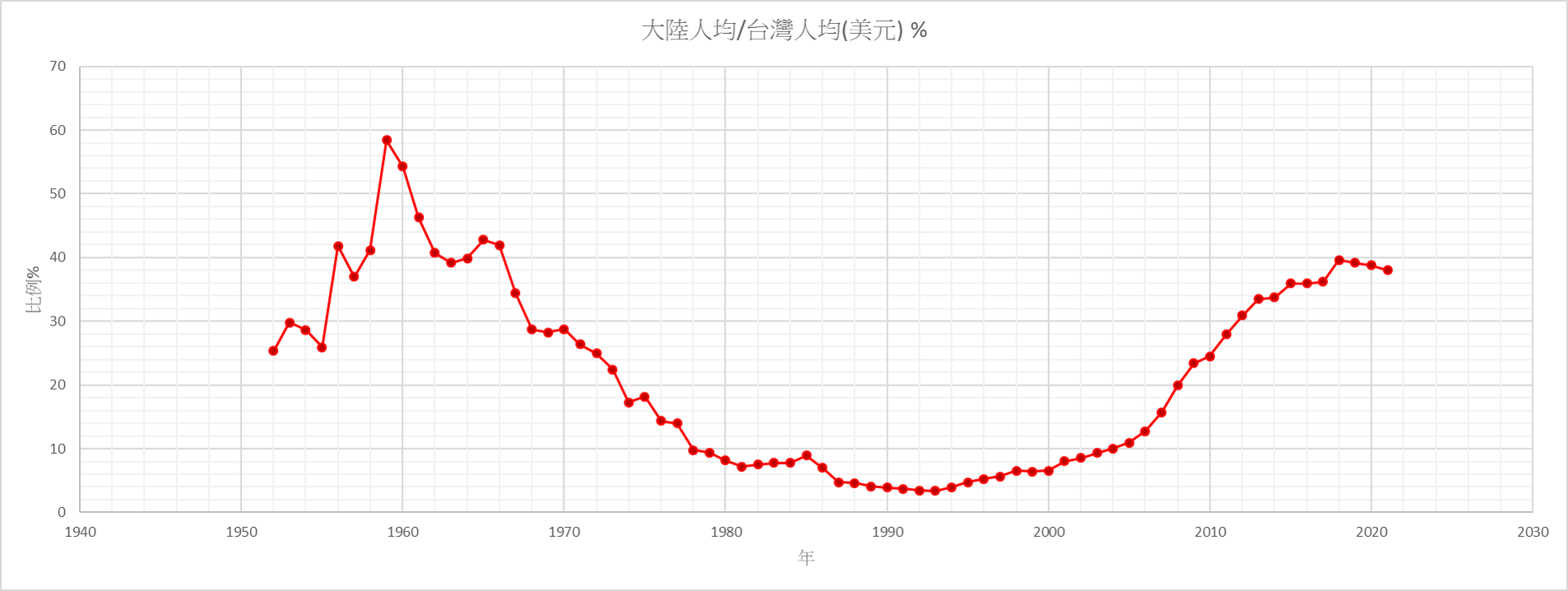
兩岸人均歷年對比

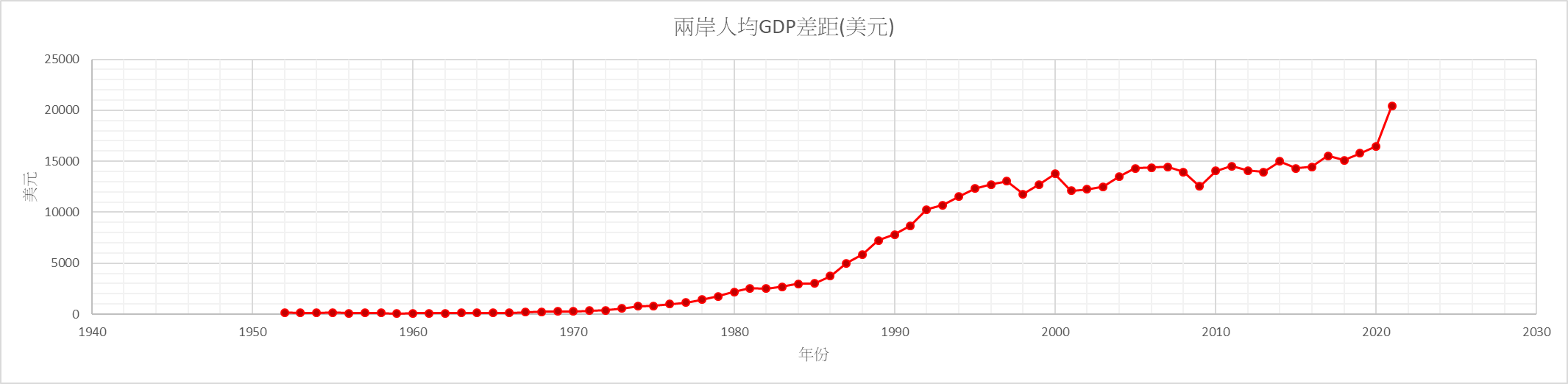
兩岸人均歷年差距

大陆市场对台湾工农业商品采取全面开放进口的政策。2005年时任国民党主席连战访问大陆后，中国大陆决定将椰子、菠萝、番石榴、番荔枝、莲雾等十五项台湾水果关税税率由15%清零。台湾水果在大陆销量迅速增加后，2010年中国大陆进一步将34项农产品列入ECFA早期收获清单中免征关税，以促进两岸贸易。与此相反，截至2021年9月，台湾明确列出2444项工农业商品禁止从大陆进口，占其所有商品项目数量的约25%，其中被禁止的1038项为农产品，占台湾农产品项目中的37%。此外，台湾还将785项大陆商品归于有条件准许输入项目，对产品规格、材料等设置诸多限制规定。根據官方統計數據，2020年台湾占大陆总对外贸易额的9.8%，是大陆第七大贸易伙伴和第六大进口来源地；与此同时，中國大陸占台灣近40%的對外貿易額。
前民進黨不分區立委林濁水認為：“陳水扁總統時期大幅放寬兩岸經貿政策，但是由於中華人民共和國官方故意阻擾之、企業界及泛藍整天以「鎖國」攻擊之；因此反而讓陳前總統成為「反西進代言人」，替民進黨開拓了許多選票（這些選票是大多是兩岸經貿開放的受害者，例如因為產業西進增加的失業勞工及許多薪水無法上漲者）”。
在貿易政策方面，2014年台灣爆發了反對兩岸服務貿易協定的太陽花學運，反對海峽兩岸依據《海峽兩岸經濟合作架構協議》（簡稱ECFA）第四條所簽署的服務貿易協定。2011年3月，兩岸的經貿業務主管部門開始展開服務貿易磋商並達成共識。2012年8月9日舉行的兩岸兩會第八次高層會談上，雙方同意在達成關於該協議文本和市場開放項目的共識後正式簽署。2013年6月21日，兩岸兩會在上海舉行第九次高層會談並簽署該協議，也向外界公布开放清单。在臺灣，由於部分人士擔憂該協議簽訂前對民間溝通不足，因而導致兩岸服務貿易協議存查爭議與太陽花學運的發生，也使該協議在台灣社會造成廣泛的爭議和討論。2021年3月1日起，中國大陸暫停進口台灣鳳梨，引發兩岸爭端。2021年9月18日，中國大陸停止進口台灣的番荔枝和莲雾。2022年6月，中國大陸暫停進口台灣石斑鱼，又阻止台灣文旦柚輸入。2022年12月8日，农业委员会主任委员陈吉仲表示，中国大陸没有准许台湾超过百家公司对其出口销售鱼类产品，如鱿鱼、秋刀鱼、午仔鱼等。2022年，部分台湾食品企业暂未获得注册。2023年1月29日，中共中央台办发言人马晓光表示已对金门酒厂等63家台灣企业予以注册或更新注册訊息。2023年6月20日，中共中央台办发言人朱凤莲表示即日起恢复台湾地区番荔枝的输入。2023年8月14日中國大陸方面，商务部对台湾的聚碳酸酯产品採取保证金形式的临时反倾销措施。2023年8月17日，商務部表示，台灣對大陸貿易限制措施涉嫌違反世貿規則。2023年8月21日起，中國大陸禁止從台灣進口芒果。2023年9月，中國大陆方面宣布将结合对台贸易壁垒调查情况研究中止或部分中止ECFA项下给予台湾产品的关税优惠。12月15日，中國商務部認定台灣對中國大陸貿易限制措施構成貿易壁壘，台湾方面认为这是处于政治目的，在于通过经济手段干涉台湾选举。2023年12月21日，国务院关税税则委员会决定中止《海峡两岸经济合作框架协议》部分产品关税减让，自2024年1月1日起，对原产于台湾的丙烯、对二甲苯等12个税目进口产品，中止适用《海峡两岸经济合作框架协议》协定税率。12月22日起，海關總署決定恢復從台灣進口石斑魚。2024年4月20日，中國大陸對台灣的聚碳酸酯徵收反傾銷稅。9月2日起，海关总署讓台湾文旦柚重新输入大陆。9月25日起，中國大陸停止执行对原产于台湾的鲜水果、蔬菜、水产品等34项农产品免征进口关税政策。
2025年6月，台湾将华为和中芯国际列入出口管制名单。7月9日，中国商务部将八家台湾实体列入出口管制名单。

## 法律關係

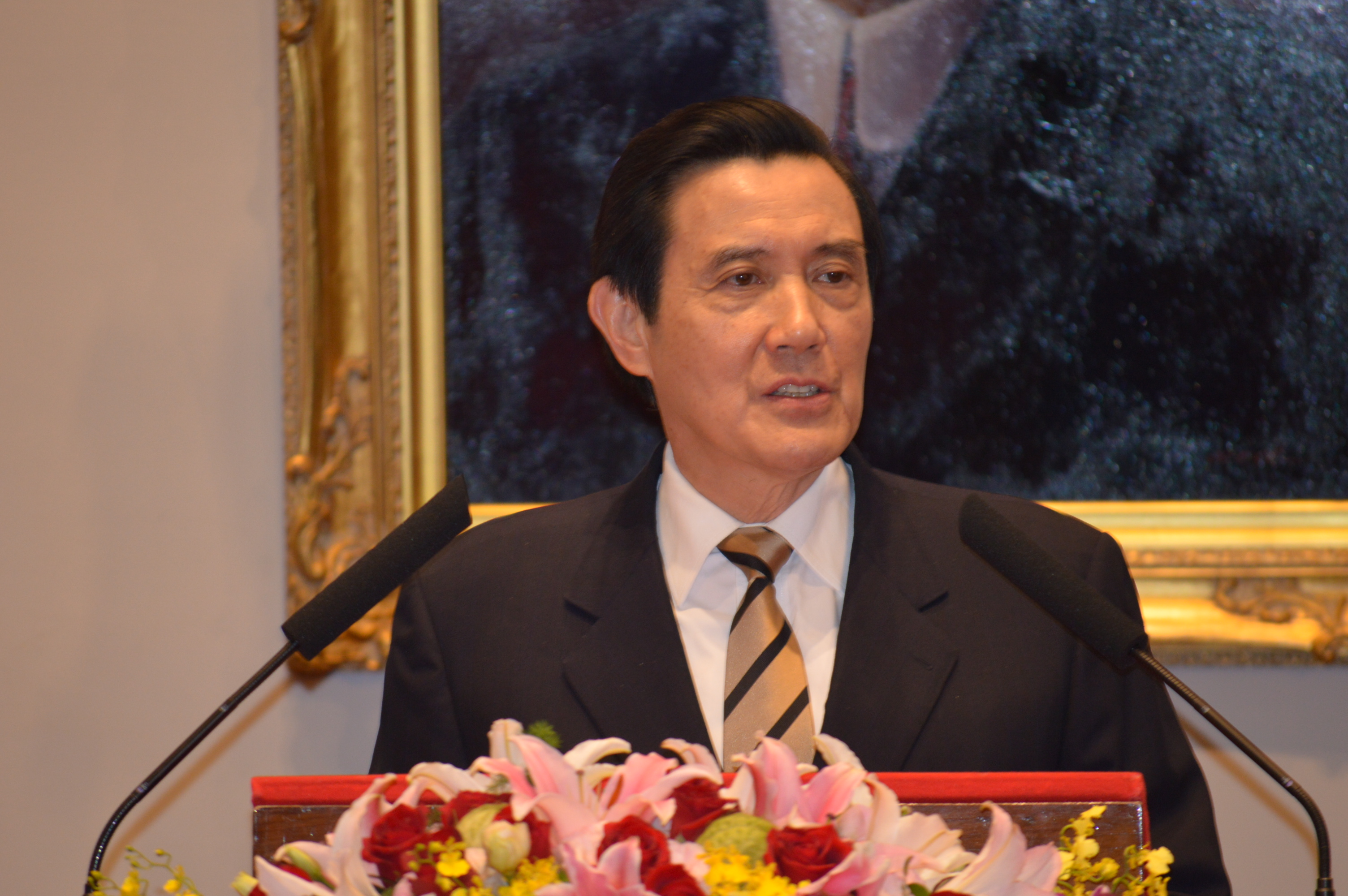
中華民國前總統馬英九提出兩岸和平協議

目前兩岸雙方的法律都不承認對方為一個擁有完全主權的國家。《中華民國憲法》第4條規定：「中華民國領土，依其固有之疆域，非經國民大會之決議，不得變更之。」《中華民國憲法增修條文》前言有：「為因應國家統一前之需要……」中華人民共和國憲法序言中亦有：「台湾是中华人民共和国的神圣领土的一部分。完成统一祖国的大业是包括台湾同胞在内的全中国人民的神圣职责。」。時任中華民國總統馬英九接受墨西哥媒體專訪是亦說道：「根據中華民國憲法，中華民國當然是獨立之主權國家，中國大陸地區亦為我中華民國領土。」曾有立法委員聲請釋憲，要求大法官解釋關於「固有疆域」的定義，司法院大法官於釋字328號解釋以此為「重大之政治問題，不應由行使司法權之釋憲機關解釋」，迴避解釋固有疆域的定義。
目前兩岸當局之間依據各自憲制互不承認對方的合法性，強調中國大陸或台灣屬於法理上的領土的一部分，但由於現實司法管轄之原因與障礙，兩岸法律實務上互不隸屬，在《憲法增修條文》修訂憲法本文後，中國大陸公民並不擁有中華民國的公民權，自由地區人民亦非中國大陸居民。

### 中華民國
在兩岸人民的關係方面，目前中華民國政府依據《憲法增修條文》第11條之授權，制定有《兩岸人民關係條例》，增訂《入出國及移民法》有關大陸地區規定，並再依前者之授權訂定《大陸地區人民進入台灣地區許可辦法》、《大陸地區人民在台灣地區依親居留、長期居留、或定居許可辦法》、《大陸地區專業人士來台從事專業活動許可辦法》、《台灣地區公務員及特定身份人員進入大陸地區許可辦法》、《試辦金門馬祖澎湖與大陸地區通航實施辦法》、《大陸地區人民來台從事商務活動許可辦法》、《台灣地區與大陸地區貿易許可辦法》、《台灣地區與大陸地區金融業務往來及投資管理辦法》等辦法處理兩岸間的人員來往以及經貿交流等問題。对于中華民國政府而言，大陸地區的法院所作出之民事判決，依據《臺灣地區與大陸地區人民關係條例》第74條之規定，必須要在不違背中華民國公序良俗的情況下，聲請台灣的法院裁定認可後，才可以在台灣地區取得執行名義。

### 中華人民共和國
中華人民共和國政府方面依据《反分裂國家法》、《中华人民共和国台湾同胞投资保护法》、《大陆企业赴台湾地区投资管理办法》、《中国公民往来台湾地区管理办法》、《台湾记者在祖国大陆采访办法》、《大陆居民赴台湾地区旅游管理办法》、《对台湾地区贸易管理办法》、《台湾海峡两岸直航船舶监督管理暂行办法》等法律法規规范涉台事务。其中，《反分裂國家法》更是规范了中華人民共和國政府對兩岸問題的官方行動。依據該法，若臺灣進行法理台獨導致「台湾从中国分裂出去的事实，或者发生将会导致台湾从中国分裂出去的重大事变，或者和平統一的可能性完全丧失」，中華人民共和國政府可依法以軍事手段阻止台灣獨立。而對於中華人民共和國政府而言，台灣地區法院作出的民事判決，依據《最高人民法院关于人民法院认可台湾地区有关法院民事判决的规定》，除應當經中華人民共和國專屬管轄的、不符合「一個中國」原則的或有違大陸地區法律法規的判決不予承認外，還必須經中國大陸各中級人民法院裁定核准方予認可。

### 两岸合作签署的协议
- 兩岸的中華民國紅十字會與中國紅十字會曾分別以非官方組織身分於1990年9月簽署《金門協議》，協議約定人道原則下的遣返互助。
- 兩岸曾于2009年4月26日由雙方政府授權的海基會以及海協會合作簽署《海峽兩岸共同打擊犯罪及司法互助協議》，根據此協議，雙方同意在民事、刑事等領域提供司法協助。包括默認彼此司法管轄權及引渡。[113]

## 文教體育關係

### 媒体交流
中共中央台灣工作辦公室在1996年開始制定關於台灣媒體赴中國大陸採訪的法律，此規定比中國大陸對其它地區媒體有更嚴格的限制，台灣方面開放TVBS、年代電視台、中天電視台、東森電視台及三立電視台等五家電子媒體、《聯合報》、《中國時報》二家報紙及中央通訊社等共八家臺灣媒體，以每月輪派記者方式駐北京採訪。2000年11月《大陸新聞人員進入中華民國台灣地區採訪注意事項》公布，對中國大陸媒體的採訪也有比對其他媒體更為嚴格的限制，開放新華社、《人民日報》、中国中央电视台、中央人民廣播電台及中國新聞社派員駐台灣，採定點方式訪問，時間也是每月一輪。《反分裂國家法》通過後，中華民國政府認為多數中國大陸媒體報導偏頗，加上臺灣大部分新聞媒體和網站都被中國大陸攔截封鎖，讓臺灣的資訊在中國大陸無法流通，於2005年4月10日終止新華社及《人民日報》兩家中國大陸媒體派員駐臺灣的採訪。2008年6月31日，馬英九就任總統後，陆委会委员会议通过恢复让《人民日报》、新华社两家大陆媒体在台驻点案。行政院新闻局也宣布同时放宽大陆媒体赴台驻点记者在台停留时间，从现行的1个月放宽到3个月，并且将首度开放5家大陆地方性媒体申请在台驻点。目前，大陆媒体在台湾可設立最多10家駐點，台湾媒体在大陆可設立最多13家駐點。

### 音樂交流
兩岸語言文化較為相近，在音樂文化上也有交流。早期的流行歌手受到大陆民眾的廣泛支持與喜愛。例如在早期兩岸對峙嚴峻之時，鄧麗君的甜美嗓音即風靡大陆，曾經與鄧小平合稱老鄧小鄧，也就有“白天聽老鄧，夜間聽小鄧”的說法。
隨後諸如蔡琴、張惠妹、周杰倫、五月天等歌手也受到歡迎。臺灣的閩南語歌曲在中國大陆也有很大市場。中國大陸也有王靖雯（後改名王菲）、崔健、唐朝乐队、花儿乐队、李荣浩、那英等歌手進軍台灣，在台灣演藝圈也佔有一席之地。
北京的搖滾樂次文化與台北的搖滾樂圈也有許多互動。

### 電影交流
電影方面，兩岸電影展是2009年創辦的電影節，現今唯一在促進海峽兩岸交流的影展，由兩岸電影交流委員會與中國電影基金會共同主辦。在海峽兩岸經濟合作架構協議生效後，台灣電影不再受中國大陸進口影片配額之限制，提高在中國大陸電影市場能見度。
原本金馬獎也是兩岸電影交流的活動，但因2018年金馬獎典禮上，金馬獎最佳紀錄片的獲獎導演傅榆的得獎感言被認為是台灣獨立傾向的言論，引發媒體大幅度報導。最終中華人民共和國国家电影局下令暫停中國大陸電影和人員參獎，導致港澳地區的著名電影明星和電影工作者，為了盡量避免可能的爭議，也不出席金馬獎頒獎典禮。

### 電視交流
綜藝節目方面，台灣蔡康永與小S合作主持的《康熙來了》一直在中國大陸網上擁有高的點擊率。不過該節目停播後，台灣本土綜藝節目中國大陸的表現則乏善可陳。
電視劇方面，台灣知名劇集包青天在樂視網上有單一的頻道播映。而中國大陆改革開放後擺脫教條形式的歷史戲劇作品在台灣民間也頗受注意，諸如《宰相劉羅鍋》、《走向共和》（又稱滿清末代王朝）、《還珠格格》、《雍正王朝》等。近年来，两岸电视娱乐的互动更为频繁，中国大陆拍摄的以《甄嬛传》与《步步惊心》为代表的电视连续剧在台湾地区的收视获得了巨大的成功，并造成了一定的社会与娱乐轰动。而在台湾拍摄的偶像剧在中國大陸也颇受年轻人关注与喜爱。如:終極系列。

### 文學交流
文學方面，活躍於兩岸的有席慕蓉、蔣勳、李敖、白先勇等人。中國大陆的網路語言或次文化用語如「河蟹」、「糞青」、「光棍」、藍瘦香菇等也被部分台灣人使用或理解。

### 次文化交流

#### 偶像廚交流
隨著近年來日本流行偶像文化的影響力在中國大陸大幅提升，大陸地區的偶像廚也逐漸增多，同時也引入了MIX等應援方式。這使得兩岸在當代流行文化的交流上更加繁榮，邁出了兩岸民間交流、及新一代年輕人之間交流的新的一步。

#### 配音交流
台灣地區在上世紀90年代至21世紀初為大陸提供了大量配音作品，深受觀眾喜愛。許多大陸觀眾至今偏好台灣配音版本，反映出對語言風格與表演方式的審美選擇。這種文化偏好現象與政治立場並無必然關聯，而更多源自共同語文基礎與早期媒體傳播路徑。至今騰訊視頻、優酷、愛奇藝等中國大陸影音網站上的許多動漫仍沿用台灣配音，反映出台配動漫在大陸人心中的分量。例如動畫電影《灌籃高手》中國大陸普通話版本邀請了20多年前為主角流川楓、櫻木花道配音的台灣配音員官志宏、于正昇，另外首映會還邀請到孫中台（安西光義）出席。

### 教育交流
大陆普通高校會每年免试招收台湾考生。根据规定，在大学学科能力测验中达到均标级的台湾考生可直接申请大陆普通高校，2018年免试招收台湾学生的大陆普通高校共307所。中華民國政府也開始經委託民間團體驗證，採認一些中國大陸高等院校的學歷，還有中國大陆的各樣比賽如文創比賽。2020年4月，中国大陸教育部港澳台办负责人表示，鑒於2019冠狀病毒病疫情防控及两岸关系形势，暂停2020年大陆各地各学历层级毕业生赴台升读工作；对已在岛内高校就读并愿继续在台升读的陆生，可依自愿原则在岛内继续升读。2023年7月15日，受马英九文教基金会邀请，北大党委书记郝平率领北大、清华、复旦、武汉大学、湖南大学5所大陆高校师生共37人抵达桃园机场，這是三年多来大陆高校首次组团赴台交流。

## 两岸情况对比
| 名称                                          | 中华人民共和国 | 中華民國 | 备注 |
| --------------------------------------------- | --- | --- | --- |
| 旗幟                                          | | | 中华人民共和国国旗称作“五星红旗”，为左上角镶有五颗黄色五角星的红色旗帜，旗帜图案中的四颗小五角星环绕在一颗大五角星右侧呈半环形。红色的旗面象征革命，大五角星象征中国共产党，四颗小五角星象征工人阶级、农民阶级、民族资产阶级、小资产阶级，每颗小五角星各有一个角指向大五角星的中心，象征着中国人民在共产党领导下的团结。 中華民國國旗由青、白、紅三色組成，單就色彩而言，分別象徵自由、平等、博愛之精神，以及民族、民權、民生之三民主義。若配合色彩的形狀，青天則同時又象徵中華民族光明磊落、崇高偉大的人格和志氣；白日象徵光明坦白、大公無私的純正心地與思想。 中华民国政府更赋予该旗帜以中华民族独立自由的含义，譬如時任中華民國總統蔣中正在1949年中華民國國慶日發表的講稿中宣示“只要有一面青天白日滿地紅的國旗插在我們中國領土之上，那就是我黃帝子孫獨立自由的標識。” |
| 徽章                                          | | | 中華人民共和國國徽 中華民國中央及地方政府徽章列表 |
| 國歌（及国旗歌）                              | 《義勇軍進行曲》 | 《中華民國國歌》 《中華民國國旗歌》 | |
| 国花                                          | 无（见中华人民共和国国花） | 梅花 | |
| 國父                                          | 无 | 孫中山 | 中華人民共和國於1949年成立后還沒有正式确立「国父」，一般對孙文称为“中国民主革命的先行者”，曾有中华人民共和国国家机构在非正式场合称孙文为「国父」， 中國共產黨歷史都未曾承認毛泽东是國父。毛泽东是中国共产党創始人之一、首任中央委员会主席，中国人民解放军和中华人民共和国的主要缔造者和领导人，追随者称其为“伟大的导师”、“伟大的领袖”、“伟大的统帅”、“伟大的舵手”、“最敬爱的毛主席”、“人民心中的红太阳”。 孫中山是辛亥革命的领袖之一，中华民国的肇基者，也是中國國民黨的創黨領袖，並推動聯俄容共政策與中國共產黨的合作。 1940年4月1日，國民政府明令尊稱為“中華民國國父”，並尊稱其為“孫中山”。1949年12月中華民國政府播遷台灣后，在台灣仍然保持尊孫中山為國父的稱號。 |
| 地圖                                          | | | 中华人民共和国和中华民国的实际控制区域（深绿色）及其法理上的主张（浅绿色），中华人民共和国主张台湾为其省份，中华民国将大陆地区定义为“中共控制之地区”。 |
| 面积（實際控制區） （平方/平方英里） 及水域率 | 9,479,198/5,890,100 2.8% | 36,197/22,491 10.34% | 相差约265倍 |
| 人口                                          | 1,419,936,142 (2020) | 23,602,318 (2020) | 相差约60倍 |
| 人口密度 （平方/平方英里）                    | 139.6/363.3 | 644/1,664 | 相差约4.6倍 |
| 首都及中央政府所在地(人口)                    | 北京市 (21,729,000) | 臺北市 (2,681,375) | 相差约8倍 |
| 實際控制區最大城市(人口)                      | 上海市 (24,877,000) | 新北市 (4046,025) | 相差约5.8倍 |
| 主要民族                                      | 漢族及其他55個少數民族 | 漢族、台灣原住民族及少部分隨內戰遷徙至臺之少數民族 | 漢族為兩岸主体民族。佔中国大陆人口92%，佔臺灣人口97%。皆為各該地區主體民族。 |
| 主要宗教                                      | 無神論及传统中國民间信仰、佛教、道教、基督教、伊斯蘭教等。 | 台灣民間信仰、佛教、道教及基督宗教、伊斯蘭教 | |
| 國體與政体                                    | 单一制 一党执政下的政治协商制度 人民代表大会制度 中國特色社會主義 社會主義国家 人民民主专政 民主集中制 | 单一制 共和立憲制 半总统制 三民主義 五權分立 自由民主制 民主共和國 | |
| 憲法（及其他憲制文件）                        | 《中華人民共和國憲法》 | 《中華民國憲法》 《中華民國憲法增修條文》 | |
| 法系                                          | 社会主义法系 （實際上為基於德法民法典的歐陸法系） | 歐陸法系 （基於德國民法典） | |
| 法律                                          | 中華人民共和國法律 | 中華民國法律 | |
| 政府                                          | 中華人民共和國政府 | 中華民國政府 | 兩岸政府互不隸屬，各自主張代表中國唯一合法政府。 |
| 重要紀念日                                    | 1949年10月1日 （国庆节） | 1911年10月10日 （國慶日） | |
| 重要紀念日                                    | 1982年12月4日 （國家憲法日） | 1947年12月25日 （行憲紀念日） 1912年1月1日 （開國紀念日） | |
| 最高立法机关                                  | 全国人民代表大会 | 立法院 | |
| 最高行政机关                                  | 国务院 | 行政院 | |
| 最高司法機關                                  | 最高人民法院 最高人民检察院 | 司法院 （憲法法庭、最高法院、最高行政法院、懲戒法院） 法務部最高檢察署 | |
| 違憲審查解釋權                                | 全国人民代表大会常务委员会 | 司法院憲法法庭 | |
| 最高監察機關                                  | 国家监察委员会 | 監察院 | |
| 最高審計機關                                  | 审计署 | 審計部 | |
| 最高選舉事務主管機構                          | 全國人民代表大會常務委員會 | 中央選舉委員會 | |
| 政黨制度                                      | 一黨專政与多党合作政治协商 | 多黨制 | |
| 現今執政黨                                    | 中国共产党 | 民主進步黨 | 參見中華人民共和國政黨及中華民國政黨列表 |
| 其他政黨                                      | 中國國民黨革命委員會 中國民主同盟 中國民主建國會 中國民主促進會 中國致公黨 中國農工民主黨 台灣民主自治同盟 九三學社 | 中國國民黨 · 時代力量 · 臺灣民眾黨 · 親民黨 · 無黨團結聯盟 · 台灣團結聯盟 · 新黨 · 台灣基進 | 參見民主黨派 中國人民政治協商會議全國委員會及立法院 |
| 最高领导人                                    | 中共中央总书记：习近平 | 總統：賴清德 | 法理上兩岸領導人皆是各自領導所歸屬的政權的最高領導人，並且為兩個政權的國家代表，皆為廣義上的中國國家元首。 |
| 国家元首                                      | 国家主席：习近平 | 總統：賴清德 | 法理上兩岸領導人皆是各自領導所歸屬的政權的最高領導人，並且為兩個政權的國家代表，皆為廣義上的中國國家元首。 |
| 最高軍事統帥                                  | 中共中央军委主席：习近平 | 總統：賴清德 | 法理上兩岸領導人皆是各自領導所歸屬的政權的最高領導人，並且為兩個政權的國家代表，皆為廣義上的中國國家元首。 |
| 国家副元首                                    | 国家副主席：韓正 | 副總統：蕭美琴 | |
| 政府首脑                                      | 国务院总理：李强 | 行政院院長：卓榮泰 | |
| 政府副首脑                                    | 国务院副总理：丁薛祥、何立峰、张国清、刘国中 | 行政院副院長：鄭麗君 | |
| 立法機關首長                                  | 全國人大常委會委員長：趙樂際 | 立法院院長：韓國瑜 | |
| 立法機關副首長                                | 全國人大常委會副委員長：李鸿忠、王东明、肖捷、铁凝、彭清华、张庆伟、洛桑江村、雪克来提·扎克尔、何维、丁仲礼、郝明金、蔡达峰、武维华 | 立法院副院長：江啟臣 | |
| 監察機關首長                                  | 國家監察委員會主任：劉金國 | 監察院院長：陳菊 | |
| 司法機關首長                                  | 最高人民法院院長：張軍 最高人民檢察院檢察長：應勇 司法部部長：賀榮 | 司法院院長：謝銘洋（代理） 最高法院院長：高孟焄 法務部部長：鄭銘謙 最高檢察署檢察總長：邢泰釗 | |
| 官方语言                                      | 普通话 | 中華民國國語 臺灣台語 臺灣原住民族語 臺灣客語 莆仙語（烏坵話） 閩東語（馬祖話） 台灣手語 | |
| 官方文字                                      | 规范汉字（简體中文） | （中華民國教育部標準字體）（繁體中文） 原住民族語言書寫系統（羅馬字） 臺灣台語拼音方案及推薦用字 臺灣客語拼音方案及推薦用字 | |
| 国家安全机关                                  | 中央国家安全委员会 | 国家安全会议 | |
| 最高軍事領導機關                              | 中央军事委员会 | 中華民國國防部 | |
| 武装力量                                      | 中国人民解放军 中国人民武装警察部队 | 中華民國國軍 | |
| 現役軍人                                      | 2,000,000人 1,850,000人（預備役） | 257,500人 2,570,000人（後備役） | |
| 公安机关                                      | 公安部 | 內政部警政署 | |
| 警察                                          | 中华人民共和国人民警察 | 中華民國警察 | |
| 國籍法                                        | 《中華人民共和國國籍法》 | 《中華民國國籍法》 （含無戶籍國民） | |
| 護照簽發機構                                  | 国家移民管理局 | 外交部領事事務局 | |
| 外交機構                                      | 中華人民共和國外交部 | 中華民國外交部 | |
| 護照                                          | 中華人民共和國護照 | 中華民國護照 | |
| 永久居留权                                    | 中华人民共和国户籍 | 中華民國戶籍 | |
| 官方代表机构                                  | 中共中央台湾工作办公室 国务院台湾事务办公室 主任：宋涛 | 大陆委员会 主任委員：邱垂正 | |
| 授權民間代表机构                              | 海峡两岸关系协会 會長：張志軍 | 海峽交流基金會 董事長：吳豊山 | |
| 党际交流机构                                  | 中共中央台湾工作办公室 | 中国国民党：大陆事务部 民主进步党：中国事务部 | |
| GDP (国际汇率)（百萬美元）                    | $14,216,503（2019年预估） | $601,431（2019年预估） | 相差约23.64倍 |
| GDP (购买力平价)（百萬标准元）                | $27,438,284（2019年预估） | $1,287,145（2019年预估） | 相差约21.32倍 |
| 人均GDP (国际汇率)（美元）                    | $10,161 | $33,907 | 相差约2.51倍 |
| 人均GDP (购买力平价)（标准元）                | $19,611（2018年） | $54,554 | 相差约2.78倍 |
| 基尼系数                                      | 37.1 (中) | 34.2 (中) | |
| 人類發展指數                                  | 0.752 (高) | 0.907 (極高) | |
| 外汇储备（百萬美元）                          | 3,103,697 | 467,230 | 相差约6.6倍 |
| 国防预算 - 占GDP百分比                        | $2839.85亿（2016年）- 1.39% （2017年） | $101.9亿（2017年） - 2.8% （2017年） | 相差约27.9倍 - 相差约2倍 |
| 法定貨幣                                      | 人民幣（CNY、RMB、¥） | 新台幣（TWD） | |
| 貨幣管理機構                                  | 中國人民銀行 | 中華民國中央銀行 | |
| 國家奧委會                                    | 中國奧林匹克委員會 | 中華奧林匹克委員會 | |
| 奧運會代表團                                  | 奧林匹克運動會中國代表團 | 奧林匹克運動會中華台北代表團 | |
| 獎牌數                                        | 金牌：325 銀牌：258 銅牌：221 總計：804 | 金牌：9 銀牌：11 銅牌：23 總計：43 | |
| 邦交國                                        | 182國，包含： · 179个聯合國會員國、 · 1个觀察員國家（ 巴勒斯坦國）、 · 2个特殊政体（ 纽埃、 庫克群島） | 非洲 (1 國) - (1968) 歐洲 (1 國) - 聖座 (1942) 美洲 (7 國) - (1989) - (1933) - 海地 (1956) - 巴拉圭 (1957) - 圣基茨和尼维斯 (1983) - 圣卢西亚 (1984–1997, 2007) - (1981) 大洋洲 (3 國) - 马绍尔群岛 (1998) - 帛琉 (1999) - (1979) · 12國：包含11个聯合國會員國及1个观察员国家（ 梵蒂冈） | 相差约10.5倍 参见：中华人民共和国外交 中华民国外交 中華人民共和國建交列表 中華民國建交列表 |
| 時區                                          | UTC+8（北京時間） | UTC+8（國家標準時間） | |
| 電話區號                                      | +86 | +886 | |
| ISO 3166碼                                    | CN | TW | |
| 行政區劃                                      | 第一級：22 省、5 自治区、4 直辖市、(海外屬地)2 特别行政区 第二級：293 地级市、7 地区、30 自治州、3 盟 第三級：973 市辖区、388 县级市、1312 县、117 自治县、49 旗、3 自治旗、1 林区、1 特区 第四級：21157 镇、7693 乡、962 民族乡、153 苏木、1 民族苏木、8773 街道、2 区公所 第五級：社区、居委会、行政村、嘎查、牧委会 | 第一級： 6 直辖市、 3 市、 14 县 第二級： 164 区、 6 原住民区、 14 县辖市、 38 镇、 122 乡、 24 山地乡 第三級： 5876 里、 1885 村 第四級：147877 邻 | 参见：中華人民共和國行政區劃 中華民國行政區劃 |

### 引用
1. ↑  許, 銘洲. . 2014-02-12. （原始内容存档于2015-05-18）.
2. ↑  . www.gwytb.gov.cn.   [2019-06-30]. （原始内容存档于2019-06-30）.
3. ↑  呂欣憓. . 中央社. 2016-12-17  [2017-05-30]. （原始内容存档于2017-10-11）.
4. ↑  . 教育部歷史文化學習網.   [2014-01-07]. （原始内容存档于2014-01-07） （中文（臺灣））.
5. ↑  , 廣州: 中華民國總统府第五局《總统府公报》第二二九號第四版, 1949-06-18 （中文（臺灣））
6. ↑  檔案支援教學網. . 臺北: 國家發展委員會檔案管理局. 2009-01-08  [2024-05-21]. （原始内容存档于2023-12-06） （中文（臺灣））.
7. ↑  张王会”成功举行 两岸关系再获重大突破，亚太日报，2014年2月13日
8. ↑  單厚之. . Chinatimes.com. 2015-09-12  [2018-06-03]. （原始内容存档于2018-06-28）.
9. ↑  . 央视新闻. 2015年11月7日  [2015年11月7日]. （原始内容存档于2015年11月8日）.
10. ↑  Lee, Shu-hua; Chang, S.C. . 中央通讯社英文新闻网.   [4 November 2015]. （原始内容存档于2015-11-07）.
11. ↑  . YouTube.com. 2015-11-04  [2018-03-16]. （原始内容存档于2016-03-24）.
12. ↑  . 印度尼西亞商報 Shangbao Indonesia. 2015-12-29  [2016-12-12]. （原始内容存档于2016-02-16）.
13. 1 2  台湾行政院大陆委员会第277次委员会议报告.2016-10-31
14. ↑  蔡英文時代的兩岸關係(2016-2020) （页面存档备份，存于），第120頁，邵宗海，五南圖書出版股份有限公司，2017-02-17
15. ↑  行政院大陸委員會. . 行政院大陸委員會. 2017-02-24  [2018-04-26]. （原始内容存档于2020-12-05）.
16. ↑  . 联合早报. 2017年12月23日  [2021-11-07]. （原始内容存档于2021-12-12）.
17. ↑  . 新浪军事_新浪网. 2017-12-29  [2021-11-07]. （原始内容存档于2021-12-12）.
18. ↑  . tw.news.yahoo.com.   [2021-11-05]. （原始内容存档于2021-12-12） （中文（臺灣））.
19. ↑  黄安伟. . 纽约时报中文网. 2023-11-30  [2023-12-04]. （原始内容存档于2023-12-4） （中文）.
20. ↑  邵宗海.  (PDF). 遠景基金會季刊. 2003-10, 4 (4)  [2017-05-29]. （原始内容存档 (PDF)于2017-08-14）.
21. ↑  徐向前. . 中国政府网. 中国台湾网. 2006-02-28  [2017-05-31]. （原始内容存档于2017-08-18）.
22. ↑  . 印度尼西亞商報 Shangbao Indonesia. 2015-12-29  [2016-12-12]. （原始内容存档于2016-02-16）.
23. ↑  .   [2024-01-24]. （原始内容存档于2024-01-03）.
24. ↑  .   [2024-01-24]. （原始内容存档于2024-01-03）.
25. ↑  .   [2024-01-24]. （原始内容存档于2024-01-03）.
26. ↑  . 人民日报. 2024-01-14. （原始内容存档于2024-01-13） （中文（中国大陆））.
27. ↑  . 中华人民共和国外交部. 2024-01-14  [2024-01-15]. （原始内容存档于2024-01-20）.
28. ↑  . 中華民國總統府.   [2025-03-13]. （原始内容存档于2025-03-14） （中文（臺灣））.
29. ↑  楊士誼. . 三立新聞網.   [2025-03-13]. （原始内容存档于2025-03-16） （中文（臺灣））.
30. ↑  . 中華民國外交部.   [2025-03-14]. （原始内容存档于2025-03-15） （中文（臺灣））.
31. ↑   (PDF). 《中央日報》. 1950-03-03.[]
32. ↑  薛化元. . 戰後臺灣歷史年表. 中央研究院.   [2019-05-13]. （原始内容存档于2021-05-20）.
33. ↑  沈涵. . 中時電子報. 《旺報》.   [2019-05-13]. （原始内容存档于2021-05-20）.
34. ↑  . 《民報》.   [2019-05-13]. （原始内容存档于2019-05-13）.
35. ↑  . 人民網.   [2019-05-13]. （原始内容存档于2017-06-27）.
36. ↑  . VOA.   [2021-04-30]. （原始内容存档于2021-06-06）.
37. ↑  . 新华网.   [2021-04-30]. （原始内容存档于2021-12-12）.
38. ↑  张文生.  (PDF). 台湾研究集刊 (福建省厦门市: 厦门大学台湾研究院). 1999, (1999年第4期): 1—5  [2023-01-14]. ISSN 1002-1590. （原始内容存档 (PDF)于2023-01-17） （简体中文）.
39. ↑  . 大陸委員會.   [2021-04-30]. （原始内容存档于2021-06-16）.
40. ↑  . 德国之声.   [2022-01-09]. （原始内容存档于2021-06-10）.
41. ↑  . 中央社.   [2021-04-30]. （原始内容存档于2021-12-12）.
42. ↑  . 人民出版社. 2021年2月: 150. ISBN 9787010232034.
43. ↑   1985 年 6 月，香港《百姓》陆铿《胡耀邦访问记》
44. ↑  . Taup.yam.org.tw.   [2018-03-16]. （原始内容存档于2018-04-27）.
45. ↑  朱鎔基在九屆全國人大三次會議上答記者問(節錄) 的存檔，存档日期2007-09-27.，國務院台灣事務辦公室
46. ↑  . 2021-03-10  [2021-03-10]. （原始内容存档于2021-04-12）.
47. ↑  Helen Davidson. . Taipei. 2021-03-10  [2021-03-10]. （原始内容存档于2021-04-28）.
48. ↑  . 路透社.   [2023-11-16]. （原始内容存档于2023-11-16）.
49. ↑  . 联合早报. 2023-11-16  [2023-11-16] （中文（简体））.
50. ↑  . 中央通讯社. 2024-06-16  [2024-06-18]. （原始内容存档于2024-06-17）. 增加或調整參考來源：多名人士對英國「金融時報」（Financial Times）描述，習近平2023年4月與范德賴恩會面時發出這項警告。習近平說，美國試圖誘騙中國入侵台灣，但他不會上鉤。另一位人士表示，習近平也對官員做出類似警告。
51. ↑  . Financial Times. 2024-06-16  [2024-06-18]. （原始内容存档于2024-08-26）. China’s President Xi Jinping told European Commission president Ursula von der Leyen that Washington was trying to goad Beijing into attacking Taiwan, according to people familiar with the matter.
52. ↑  中華民國的獨立 （页面存档备份，存于）,
53. ↑  蔡吉源. . 自由時報 (臺北市). 2012年3月14日  [2015年6月25日]. （原始内容存档于2015年6月20日）.
54. ↑   （页面存档备份，存于）陸委會最新民調 支持統一僅一成,
55. ↑  中華人民共和國國防部部長魏凤和于2018年11月10日在華盛頓參加第二轮美中外交与安全对话時就放話：“台湾是中国不可分割的一部分........中国也是统一而不可分割的；如果台湾从中国分裂出去，中方会像美国当年南北战争一样，不惜一切代价维护祖国统一。”陆委会反驳魏凤和「南北战争」譬喻指台湾从非对岸一部份 （页面存档备份，存于）
56. ↑  . Gov.cn. 2008-06-13  [2018-03-16]. （原始内容存档于2018-01-27）.
57. ↑  . Facebook.com.   [2018-03-16]. （原始内容存档于2018-05-29）.
58. ↑  .   [2015-10-08]. （原始内容存档于2014-07-11）.
59. ↑  《臺灣前途決議文》全文 （页面存档备份，存于） 民主進步黨黨綱（page 29-31）
60. ↑  . Taiwanncf.org.tw. 2009-06-28  [2018-03-16]. （原始内容存档于2020-11-04）.
61. ↑  . Nownews.com.   [2018-03-16]. （原始内容存档于2016-11-21）.
62. ↑  .   [2016-08-24]. （原始内容存档于2016-08-27）.
63. ↑  .   [2015-10-08]. （原始内容存档于2016-08-25）.
64. ↑  . Pfp.org.tw.   [2018-03-16]. （原始内容存档于2018-06-26）.
65. ↑  . Dpp.org.tw.   [2018-03-16]. （原始内容存档于2017年6月27日）.
66. ↑  辜汪會談25週年 陸委會籲北京和平溝通 （页面存档备份，存于），中央社，2018年4月27日
67. ↑  . BBC News 中文. 2019-03-25  [2021-03-05]. （原始内容存档于2021-10-30） （中文（简体））.
68. ↑  . 中央社. 2023-03-27  [2023-03-27]. （原始内容存档于2023-04-12）.
69. ↑  屈彥辰. . 聯合新聞網. 2024-03-28  [2024-03-28]. （原始内容存档于2024-04-08）. 前總統馬英九4月1日啟程訪問中國大陸，傳有望與中共總書記習近平第二次會面，國民黨立法院黨團今日舉行記者會宣示立場，黨團書記長洪孟楷表示，若有馬習二會，正向看待，相信馬英九會捍衛台灣人權益，以人民福祉為優先考量。
70. ↑  .   [2016-10-13]. （原始内容存档于2016-11-30）.
71. 1 2   (PDF).   [2023-07-09]. （原始内容存档 (PDF)于2023-07-09）.
72. ↑  .   [2022-10-30]. （原始内容存档于2022-10-30）.
73. ↑  .   [2022-08-29]. （原始内容存档于2022-08-29）.
74. ↑  . 中時電子報. 2009-08-11  [2009-09-02]. （原始内容存档于2009-09-18）.
75. ↑  .   [2019-07-31]. （原始内容存档于2020-01-30）.
76. ↑  海峡两岸旅游交流协会. . 中华人民共和国文化和旅游部. 2019-07-31  [2019-07-31]. （原始内容存档于2019-07-31）.
77. ↑  . 聯合新聞網. 2024-07-17  [2024-07-24]. （原始内容存档于2024-07-27） （中文）.
78. ↑  . 美国之音. 2024-06-06  [2024-06-07]. （原始内容存档于2024-06-07） （中文）.
79. ↑  . 美国之音. 2024-06-27  [2024-06-29]. （原始内容存档于2024-06-29） （中文）.
80. ↑  . 《人民日报海外版》People.com.cn.   [2018-03-16]. （原始内容存档于2016-03-04）.
81. ↑  .   [2016-10-26]. （原始内容存档于2017-02-02）.
82. ↑  . 中华人民共和国商务部-台港澳司. 2008-05-22  [2021-09-23]. （原始内容存档于2021-12-12）.
83. ↑  . 新闻中心_新浪网. 2005-05-06  [2021-09-26]. （原始内容存档于2021-12-12）.
84. ↑  . 中华人民共和国中央人民政府. 2005-08-02  [2021-09-26]. （原始内容存档于2021-09-26）.
85. ↑  行政院農業委員會. . 大陸委員會. 2010-06-29  [2021-09-26]. （原始内容存档于2021-12-12）.
86. ↑  中华民国经济部国际贸易局.  (PDF). 2021-09-24  [2021-09-23]. （原始内容存档 (PDF)于2021-12-26）.
87. ↑  中华民国经济部国际贸易局.  (PDF). 2021年9月24日  [2021年9月23日]. （原始内容存档 (PDF)于2021年12月26日）.
88. ↑  .   [2021-09-23]. （原始内容存档于2021-12-12）.
89. ↑  . 苹果日报. 2007-06-14  [2023-12-15]. （原始内容存档于2014-02-28） （中文（臺灣））.
90. ↑  .   [2021-03-17]. （原始内容存档于2021-06-26）.
91. ↑  .   [2022-12-14]. （原始内容存档于2023-03-10）.
92. ↑  .   [2022-06-15]. （原始内容存档于2022-06-26）.
93. ↑  . Yahoo News. 2024-04-28  [2024-04-28]. （原始内容存档于2024-05-08） （中文）.
94. ↑  .   [2022-12-14]. （原始内容存档于2023-04-20）.
95. ↑  .   [2023-01-29]. （原始内容存档于2023-03-10）.
96. ↑  . 美国之音. 2023-06-20  [2023-06-20]. （原始内容存档于2023-06-20） （中文）.
97. ↑  . 早报. 2023-08-14  [2023-08-14]. （原始内容存档于2023-08-14） （中文）.
98. ↑  . 中央社 CNA. 2023-08-17  [2023-08-18]. （原始内容存档于2023-08-24） （中文）.
99. ↑  . 世界新聞網. 2023-08-21  [2023-08-21]. （原始内容存档于2023-08-21） （中文）.
100. ↑  . 每日经济新闻. 2023-09-13  [2023-09-14]. （原始内容存档于2023-12-02） （中文）.
101. ↑  . Yahoo News. 2023-12-15  [2023-12-15]. （原始内容存档于2023-12-16） （中文）.
102. ↑  李贤. . 美国之音中文网. 2023-12-15  [2023-12-15]. （原始内容存档于2023-12-15） （中文（简体））.
103. ↑  . 新华网_让新闻离你更近. 2023-12-21  [2023-12-21]. （原始内容存档于2024-01-17） （中文）.
104. ↑  . 聯合新聞網. 2023-12-22  [2023-12-22]. （原始内容存档于2023-12-24） （中文）.
105. ↑  . ETtoday新聞雲. 2024-04-19  [2024-04-19]. （原始内容存档于2024-04-23） （中文）.
106. ↑  . 中共中央台湾工作办公室、国务院台湾事务办公室. 2024-09-02  [2024-09-02]. （原始内容存档于2024-09-02） （中文）.
107. ↑  . RFI - 法国国际广播电台. 2024-09-18  [2024-09-19]. （原始内容存档于2024-09-20） （中文）.
108. ↑  . 联合早报. 2025-06-15  [2025-07-09]. （原始内容存档于2025-07-24） （中文）.
109. ↑  . 联合早报. 2025-07-09  [2025-07-09]. （原始内容存档于2025-07-20） （中文）.
110. ↑  王寓中. . 自由時報. 2008-10-08  [2019-11-23]. （原始内容 (html)存档于2008-10-10） （繁体中文）.
111. ↑  .   [2018-03-16]. （原始内容存档于2018-02-10）.
112. ↑  . 大公网.   [2024-12-25] （中文）.
113. ↑  . 2009年4月26日  [2021年3月10日]. （原始内容存档于2021年12月12日） （中文（繁體））.
114. ↑   （页面存档备份，存于）南方周末：人民日报恢复在台驻点，驻台媒体将达10家
115. ↑  新民网相关报道 的存檔，存档日期2013-10-22.
116. ↑  吳冠瑾. . 中國時報. 2015-04-20  [2016-03-17]. （原始内容存档于2016-03-27）.
117. 1 2  路梅、劉舒淩. . 中國新聞網. 2013-06-08  [2017-09-27]. （原始内容存档于2017-09-28）.
118. ↑  田暐瑋. . ETtoday新聞雲.   [2019-08-13]. （原始内容存档于2018-11-18）.
119. ↑  徐桐炘. . 中國時報. 2019-08-15  [2019-08-17]. （原始内容存档于2019-09-02） （中文（繁體））.
120. ↑  一弦. . 香港獨立媒體網. 2018-01-23  [2018-03-01]. （原始内容存档于2018-03-02）.
121. ↑  . 1905电影网. 2023-04-16  [2023-04-16]. （原始内容存档于2023-04-19） （中文（中国大陆））.
122. ↑  . 旺報. 2023-05-14  [2023-05-28]. （原始内容存档于2023-09-03）.
123. ↑  .   [2018-03-16]. （原始内容存档于2018-03-16）.
124. ↑  .   [2020-04-21]. （原始内容存档于2020-04-21）.
125. ↑  . 中华军事_军事新闻_资深军事门户_军事频道_中华网. 2023-07-18  [2023-07-18]. （原始内容存档于2023-07-18） （中文）.
126. ↑  马, 全洲; 周凯军. . 北京: 解放军出版社. 2009-04-01: 1. ISBN 9787506557290.
127. ↑  .   [2020-01-27]. （原始内容存档于2020-05-09）.
128. ↑  《中華民國三十八年國慶紀念告全國軍民同胞書》 （页面存档备份，存于），財團法人中正文教基金會。
129. ↑  中国政协新闻网. . 人民网. 2011-09-26  [2013-07-28]. （原始内容存档于2013-04-03）.
130. ↑  . 中国新闻网. 2011-10-09  [2013-07-28]. （原始内容存档于2013-12-13）.
131. ↑  . cppcc.people.com.cn.   [2019-10-10]. （原始内容存档于2019-10-10）.
132. ↑  《國民政府公報》渝字第245號 （页面存档备份，存于），民國29年4月3日出刊。
133. ↑  孫中山. 葉匡政 , 编.  第1版. 北京: 人民日報出版社. 2011.
134. ↑   . 维基文库. 臺灣. 2004年 （中文）. 第十一條 (兩岸關係) 自由地區與大陸地區間人民權利義務關係及其他事務之處理，得以法律為特別之規定
135. ↑  . 法務部全國法規資料庫.   [2021-01-11]. （原始内容存档于2022-04-03）. 指中共控制之地區
136. ↑  . 中国互联网新闻中心.   [12 July 2013]. （原始内容存档于2020-09-25）.
137. ↑  . Encyclopædia Britannica.   [16 November 2012]. （原始内容存档于2015-06-11）.
138. 1 2  . MOI Statistical Information Service.   [2 February 2014]. （原始内容存档于2014-03-29）.
139. ↑  . 国家统计局.   [2021-05-11]. （原始内容存档于2021-05-11）.
140. ↑  《中華文明起源和民族問題的論辯》漢民族形成問題的爭鳴 第129頁
141. ↑  《漢民族發展史》第3頁
142. ↑  .   [2019-02-14]. （原始内容存档于2020-11-10）.
143. ↑  . 中国政协网. 2010-05-19  [2017-12-09]. （原始内容存档于2020-11-01）.
144. ↑  . 文汇报. 2010-03-18  [2018-03-05]. （原始内容存档于2018-02-21）. 人大是全國最高權力機關，而政協是全國最高諮詢機關
145. ↑  "人民政协" . 資策會產業情報研究所. 2016年8月1日: 2  [2020年12月12日]. ISBN 9789575816841. （原始内容存档于2019年1月23日）.
146. ↑  杨宏山. . 经济日报出版社. 2002  [2018-03-05]. ISBN 9787801800008. （原始内容存档于2020-12-09）.
147. ↑  胡伟. . 浙江人民出版社. 1998: 53  [2018-03-05]. ISBN 9787213016356. （原始内容存档于2020-12-09）.
148. ↑  . 新华网. 中华人民共和国中央人民政府. 2012-11-23  [2020-03-06]. （原始内容存档于2020-09-21） （中文（中国大陆））.
149. ↑  . www.ly.gov.tw.   [2021年6月2日]. （原始内容存档于2022年1月4日） （中文）.
150. ↑  中華民國文化部. . www.moc.gov.tw. 2008-10-10  [2022-11-30]. （原始内容存档于2023-03-10）.
151. ↑  . Apc.gov.tw.   [2018-03-16]. （原始内容存档于2017-08-01）.
152. ↑  . News.ltn.com.tw. 2017-12-29  [2018-03-16]. （原始内容存档于2018-03-17）.
153. 1 2 3 4  . International Monetary Fund. Sep 2019. （原始内容存档于2020-04-22）.
154. 1 2  . IMF.   [Sep 2019]. （原始内容存档于2020-04-22）.
155. 1 2  World Economic Outlook Database, October 2016 （页面存档备份，存于）, International Monetary Fund Archive-It的存檔，存档日期2006-02-14. Database updated on 4 October 2016. Accessed on 6 October 2016.
156. ↑  . World Bank Open Data.   [2025-06-05]. （原始内容存档于2023-05-26）.
157. ↑  . . Taipei, Taiwan: Directorate General of Budget, Accounting and Statistics. 2010  [2015-01-26]. （原始内容存档于2012-05-12）.
158. ↑  . Cn.undp.org.   [2019-09-25]. （原始内容存档于2015-01-19）.
159. ↑  人類發展指數列表
160. ↑  .   [2019-09-25]. （原始内容存档于2019-09-21）.
161. ↑  . 2000  [2019-09-25]. （原始内容存档于2019-09-21）.
162. ↑  . Focustaiwan.tw. 29 December 2015  [22 December 2016]. （原始内容存档于2019-03-06）.